# Episodi di Xena - Principessa guerriera (quarta stagione)
La quarta stagione della serie televisiva Xena - Principessa guerriera, composta da 22 episodi, è stata trasmessa per la prima volta negli Stati Uniti in Syndication. Le fonti differiscono sulle date di prima visione americana, in quanto IMDb e Movieplayer.it riportano che la stagione è stata trasmessa dal 28 settembre 1998 al 17 maggio 1999, mentre The TVDB riporta che è stata trasmessa dal 3 ottobre 1998 al 22 maggio 1999. 
Il DVD di questa stagione è stato pubblicato a partire dal 15 giugno 2004; in Italia è inedito, così come i cofanetti delle altre stagioni.
In Italia, i primi 21 episodi sono stati trasmessi in prima visione su Italia 1 dal 1º maggio al 29 maggio 2000, mentre l'ultimo è stato trasmesso in prima visione, sempre su Italia 1, l'8 maggio 2001. 
Nell'inizio di stagione, Xena lotta contro Antinea (sciamana conosciuta nel suo passato) per trovare l'amica Olimpia, "morta" alla fine della terza stagione. Tramite alcune visioni da lei inviatele, Xena scopre che Olimpia è viva. In particolare un'immagine sarà ricorrente per tutta la stagione: la crocifissione di Xena e Olimpia su una montagna innevata. Questa è la stagione che segna un cambiamento drastico nelle protagoniste, che ricercano il proprio cammino in direzioni diverse, ma sempre insieme: Xena deve riscattarsi dalle colpe combattendo per il bene, Olimpia decide di non combattere per seguire la "Via dell'Amore". La scelta di una via è data dagli insegnamenti di Belur, santone indiano con tratti molto somiglianti a Gesù. Nella puntata Xena e le idi di marzo, Callisto ritorna dall'averno per tentare Xena con promesse di liberazione dalle colpe del suo passato; in cambio, lei deve semplicemente promettere di non uccidere Cesare (in procinto di proclamarsi imperatore), abbandonare la "Via dei Guerrieri" e seguire Olimpia nella "Via dell'Amore". Xena rifiuta, e combatte contro i soldati di Cesare per liberare Olimpia, Andromeda (giovane amazzone conosciuta in questa stagione), Belur e altri suoi seguaci; purtroppo viene sconfitta e crocifissa con Olimpia.
| nº | Titolo originale                     | Titolo italiano                   | Prima TV USA      | Prima TV Italia |
| -- | ------------------------------------ | --------------------------------- | ----------------- | --------------- |
| 1  | Adventures in the Sin Trade (Part 1) | Xena nel Regno delle Ombre        | 28 settembre 1998 | 1º maggio 2000  |
| 2  | Adventures in the Sin Trade (Part 2) | Xena e i Cancelli dell'Eternità   | 5 ottobre 1998    | 2 maggio 2000   |
| 3  | A Family Affair                      | Xena contro il Distruttore        | 12 ottobre 1998   | 3 maggio 2000   |
| 4  | In Sickness and In Hell              | Xena e la fuga di Argo            | 19 ottobre 1998   | 4 maggio 2000   |
| 5  | A Good Day                           | Xena e la battaglia di Farsalo    | 26 ottobre 1998   | 5 maggio 2000   |
| 6  | A Tale of Two Muses                  | Xena e la leggenda delle due muse | 2 novembre 1998   | 8 maggio 2000   |
| 7  | Locked Up and Tied Down              | Xena e l'Isola degli Squali       | 9 novembre 1998   | 9 maggio 2000   |
| 8  | Crusader                             | Xena e il segreto di Nerissa      | 16 novembre 1998  | 10 maggio 2000  |
| 9  | Past Imperfect                       | Xena e la pietra di Issione       | 4 gennaio 1999    | 11 maggio 2000  |
| 10 | The Key To The Kingdom               | Xena e la corona di Minerva       | 11 gennaio 1999   | 12 maggio 2000  |
| 11 | Daughter of Pomira                   | Xena e la figlia di Policne       | 18 gennaio 1999   | 15 maggio 2000  |
| 12 | In The Shoe Fits...                  | Xena e la favola a lieto fine     | 25 gennaio 1999   | 16 maggio 2000  |
| 13 | Paradise Found                       | Xena nel giardino incantato       | 1º febbraio 1999  | 17 maggio 2000  |
| 14 | Devi                                 | Xena contro Devi, la dea indù     | 8 febbraio 1999   | 18 maggio 2000  |
| 15 | Between The Lines                    | Xena e il suo karma               | 15 febbraio 1999  | 19 maggio 2000  |
| 16 | The Way                              | Xena contro i demoni d'Indrajit   | 22 febbraio 1999  | 22 maggio 2000  |
| 17 | The Play's The Thing                 | Xena e Olimpia messaggere di pace | 15 marzo 1999     | 23 maggio 2000  |
| 18 | The Convert                          | Xena e l'alternativa di Critone   | 19 aprile 1999    | 24 maggio 2000  |
| 19 | Takes One To Know One                | Xena contro la dea Discordia      | 26 aprile 1999    | 25 maggio 2000  |
| 20 | Endgame                              | Xena e la sconfitta di Pompeo     | 3 maggio 1999     | 26 maggio 2000  |
| 21 | The Ides of March                    | Xena e le Idi di marzo            | 10 maggio 1999    | 29 maggio 2000  |
| 22 | Deja Vu All Over Again               | Xena rivive nel 2000              | 17 maggio 1999    | 8 maggio 2001   |

## Xena nel Regno delle Ombre
- Titolo originale: Adventures In The Sin Trade (Part 1)
- Diretto da: T.J. Scott
- Scritto da: Rob Tapert (soggetto) (accreditato come Robert G. Tapert) & R.J. Stewart (soggetto e sceneggiatura)

### Trama
Xena raggiunge Plutone in un villaggio per sapere che sorte è toccata alla sua amica Olimpia dopo la morte; non avendola trovata nell'Oltretomba greco, Plutone le suggerisce di cercarla nell'Oltretomba delle Amazzoni. Così la guerriera si separa da Argo e intraprende il lungo cammino verso la Siberia, continuando a sentire la voce di Olimpia nel vento. In una caverna, Xena ricorda il suo passato. Mentre era con Aristarco nella loro tenda, un loro guerriero entrò con la sciamana Antinea e la sua giovane apprendista Anisia; la donna promise di aiutare i due a sconfiggere le Amazzoni, dato che lei era una di loro, ma Aristarco rifiuta. Quando però la sciamana si congratulò con Xena per la sua futura maternità, la guerriera si meravigliò perché non ne aveva mai parlato a nessuno. Nel presente, Xena sta continuando il viaggio, quando trova il corpo di una giovane donna appeso a un albero; mentre si prepara a darle una degna sepoltura, viene attaccata da un gruppo di siberiani, che riesce a sconfiggere. Più tardi, Xena brucia il corpo della giovane ed emette urla strazianti mentre le ritornano alla mente i ricordi di Olimpia. Da lontano, un gruppo di giovani Amazzoni la osserva; Yante, una di loro, dice che non devono temerla perché ha ucciso il loro nemico. Ma Eteria, quella che sembra essere il capo del gruppo, ha già sentito quelle urla: tempo prima, Xena e Aristarco attaccarono il suo villaggio, e il guerriero la salvò prima che la principessa guerriera potesse ucciderla. Il gruppo guarda Xena mentre questa si avvicina al suo cavallo e lo uccide; poi ne beve il sangue ed entra nel Regno delle Ombre, l'Oltretomba delle Amazzoni. Qui le tornano alla mente le promesse fattele da Antinea: lei l'avrebbe aiutata a divenire la Dominatrice di Nazioni, colei che avrebbe conquistato tutto il mondo. A riportarla al presente è Melanippe, la regina delle Amazzoni: Antinea ha maledetto il suo popolo, chiudendo l'accesso dei Cancelli dell'Eternità, ingresso al loro Oltretomba. Mentre le due parlano, Yante ed Eteria spostano al sicuro il corpo della guerriera; Yante vorrebbe ucciderla, ma Eteria la ferma: Antinea aveva predetto che la giovane avrebbe un giorno preso possesso dei poteri di Xena, così la guerriera decise di ucciderla, ma fu fermata da Aristarco; Eteria pensa però che Xena non l'avrebbe mai fatto. Intanto Melanippe spiega a Xena che Olimpia è oltre i Cancelli, ma la guerriera decide di tornare nel mondo dei vivi per trovare Antinea e fermare la maledizione. Si rimpossessa così del suo corpo, e riconosce subito in Eteria la bambina che un tempo cercò di uccidere; Xena libera uno dei guerrieri siberiani, mandandolo da Antinea per avvertirla che stanno arrivando. Le giovani Amazzoni sanno che la sciamana manderà loro contro il feroce Vendicatore, un guerriero invincibile, così si preparano alla battaglia. Nei pressi di una foresta, il gruppo viene attaccato dalla truppa di Antinea, che però sconfiggono facilmente; a un certo punto giunge un uomo a cavallo: è il Vendicatore. Questi mostra i poteri che la sciamana gli ha concesso facendo rivivere a Xena i momenti di dolore del suo passato; quando ricorda la crocifissione da parte di Cesare, cade a terra con un dolore atroce alle gambe. Alla fine sconfigge il guerriero, mentre lo spirito di Antinea esce dal corpo non del Vendicatore, ma del suo cavallo. Xena è stupita dai nuovi poteri della sciamana, e dichiara che va fermata a ogni costo.
- Altri interpreti: Claire Stansfield (Antinea), Marton Csokas (Aristarco), Kate Elliot (Yante), Sheeri Rappaport (Eteria), Victoria Pratt (Melanippe), Erik Thomson (Plutone), Charlotte Saunders (Anisia).
- Nota: 69º episodio della serie, trilogia di Xena esclusa.

## Xena e i Cancelli dell'Eternità
- Titolo originale: Adventures In The Sin Trade (Part 2)
- Diretto da: T.J. Scott
- Scritto da: Rob Tapert (soggetto) (accreditato come Robert G. Tapert) & R.J. Stewart (soggetto e sceneggiatura)

### Trama
Xena e le giovani Amazzoni costruiscono un bonya, una specie di sauna, per spurgare corpo e mente; mentre Xena ed Eteria si rilassano, la guerriera racconta il suo primo incontro con Melanippe, la regina delle Amazzoni: Xena la stava spiando per ucciderla, ma la regina la scoprì e la inseguì per ucciderla; Aristarco la fermò in tempo, e le chiese la pace in cambio della vita di Xena. Quella notte, il gruppo esegue la danza che permetterà loro di liberare i loro spiriti, mentre Antinea evoca gli spettri dei guerrieri recentemente uccisi da Xena perché attacchino la guerriera e le sue alleate. Lo spirito di Xena esce dal suo corpo, e mentre incita le Amazzoni a fare altrettanto, gli spiriti evocati da Antinea si impossessano di loro; gli spiriti posseduti di Yante ed Eteria cominciano a lottare contro la guerriera, che torna nel suo corpo per aiutare le Amazzoni a liberarsi degli spiriti malvagi, che vengono così sconfitti. Più tardi, Xena spiega al gruppo che Antinea si nasconde al cimitero delle Amazzoni, perché dai loro corpi trae la sua energia; così proteggono l'accampamento con un cerchio magico in cui i poteri di Antinea non dovrebbero entrare. Però, quella notte, Xena viene morsa da un ragno posseduto dalla sciamana che le provoca delle allucinazioni: questo si trasforma prima in Olimpia, poi nella stessa Antinea che le mostra una scena del passato: una notte, mentre Xena e Aristarco dormivano, lei entrò nella loro tenda e maledisse loro figlio, perché non conoscesse mai l'amore del padre e della madre. 
Al presente, Xena uccide il ragno e cade svenuta, mentre lo spirito di Antinea si allontana. Il giorno dopo, il gruppo si reca al cimitero delle Amazzoni; Xena racconta che Melanippe le propose di divenire parte della sua tribù, ma lei rifiutò perché accecata dalle promesse di Antinea. Così uccise la regina e gli altri capi tribù, rendendo le Amazzoni un popolo sparso in piccoli villaggi; in più, Antinea bevve il loro sangue, rafforzandosi sempre più. Dopo essersi presa tutta la responsabilità, Xena sorprende Yante, Eteria e le altre con il tocco paralizzante, e poi lo usa anche su di lei. Prima di morire, i loro spiriti escono dai loro corpi e si riuniscono in quello della principessa guerriera, mentre invece quelli degli spiriti maligni si fondono a quello di Antinea. Le due cominciano a lottare, e la sciamana invia a Xena altre immagini, ma questa volta del suo futuro: vuole ucciderla facendole vivere la sua morte. Tra queste visioni, in particolare si vedono un villaggio in fiamme con Xena al centro; Xena ai piedi di alcune scale, sconfitta da un guerriero; infine una particolare montagna innevata, con Xena legata a una croce. In questa ultima visione, Xena si volta verso una figura dai corti capelli biondi accanto a lei, anch'essa legata a una croce come lei: è Olimpia. Mentre sulle sue mani compaiono i segni della crocifissione, Xena ritrova le forze e sconfigge Antinea, uccidendola. Xena fa rinvenire le giovani Amazzoni, e dice a Yante (ora nuova sciamana della tribù) la nuova parola d'ordine per le Amazzoni morte: è Amore. Mentre Melanippe e le sue guerriere possono finalmente varcare i Cancelli dell'Eternità, Xena saluta Eteria, ora regina della tribù, con una nuova speranza nel cuore: se Olimpia morirà con lei in futuro, significa che ora è viva.
- Altri interpreti: Claire Stansfield (Antinea), Marton Csokas (Aristarco), Kate Elliot (Yante), Sheeri Rappaport (Eteria), Victoria Pratt (Melanippe).
- Nota: 70º episodio della serie, trilogia di Xena esclusa.

## Xena contro il Distruttore
- Titolo originale: A Family Affair
- Diretto da: Doug Lefler
- Scritto da: Liz Friedman (soggetto) & Chris Manheim (soggetto e sceneggiatura)

### Trama
Corilo è nel santuario di Dahak, dove ogni giorno porta dei fiori sul luogo in cui Olimpia è "morta"; a un tratto, Xena fuoriesce dal cratere, informando l'amico che l'amica è ancora viva. Incredulo, il guerriero la segue a Potidea, villaggio della giovane. Appena arrivati, Corilo viene distratto da uno spettacolo di marionette mentre Xena ha una strana sensazione; alle sue spalle, improvvisamente, compare Olimpia, e le due amiche si riuniscono in un commovente abbraccio. La giovane le spiega che durante la caduta, era finita in una nicchia, mentre sua figlia Speranza è caduta nel fuoco di sotto. Le due vengono interrotte da Corilo: un uomo è stato ucciso brutalmente, e Olimpia racconta che è una cosa già successa di recente, ma mai a un essere umano; tutti credono che il responsabile sia un orso, ma Xena non è convinta e insieme a Olimpia escogita un piano. Le due vanno con Corilo alla fattoria della famiglia della giovane, dove i suoi genitori, Erodoto ed Ecuba, accolgono molto freddamente la guerriera, ma molto calorosamente Corilo. Più tardi, Xena e Olimpia si recano nel granaio per creare una trappola contro l'essere che ha ucciso il contadino; quando quasi all'alba questi appare, Xena lo allontana con una lanterna e poi fuggono in casa, seguite dal mostro. Al sorgere del sole, però, questo fugge via, e Xena avverte gli altri di averlo ferito. Mentre Olimpia, leggermente ferita, viene curata da sua sorella Leuca e da Ecuba, Xena avverte Corilo che il mostro è in realtà il Distruttore (il figlio che Speranza ha avuto da Marte) e quella che credono Olimpia è in realtà Speranza. Corilo non le crede, ma Xena gli dice che nel granaio il mostro non ha mai cercato di attaccare "Olimpia". Nello stesso momento, Leuca informa Speranza che Xena ha ferito il mostro, così lei si reca al suo nascondiglio, portando con sé la zia per darla in pasto al figlio. Le due vengono raggiunte da Xena, così Speranza cambia piano: recandosi su un ponte pericolante, usa i suoi poteri per farlo quasi crollare e lancia Leuca su di esso, per poi "andare a chiamare suo padre"; Xena salva Leuca, e poi riparte alla ricerca di Speranza. Questa intanto è nella caverna dove il Distruttore si nasconde, e scopre che Xena non l'ha ferito; capendo di essere stata scoperta, escogita un piano. Corilo vede Speranza allontanarsi e la segue; lo stesso fa Xena, dalla parte opposta. Quando sta per attaccarla, Xena capisce che ha seguito la vera Olimpia, mentre Corilo è stato catturato e legato davanti alla caverna del mostro. Xena e l'amica finalmente si riuniscono, e la guerriera l'avverte del pericolo che corrono; Olimpia si nasconde per non far sospettare nulla a Speranza, mentre Xena torna a casa sua. Qui trova Speranza piena di lividi che l'accusa di averla picchiata; Erodoto ed Ecuba la cacciano di casa. Xena corre così al nascondiglio del Distruttore dove salva Corilo; poi si fa seguire dal mostro. Intanto la giovane avverte Leuca del pericolo che lei e la sua famiglia corrono, per poi affrontare direttamente Speranza; le due si scambiano parole dure, e Olimpia riesce a fuggire. Quando Xena raggiunge il granaio della fattoria, Olimpia si avvicina al Distruttore fingendosi Speranza; il mostro si calma, e Xena lo colpisce alla schiena con la spada. Quando arriva Speranza, suo figlio crede che l'abbia tradito e la infilza con una delle sue lunghe unghie. Madre e figlio muoiono in un lungo abbraccio, mentre Xena e Olimpia li guardano. Finalmente le due sono di nuovo insieme; Olimpia dice di essere molto confusa, ha bisogno di risposte. Xena la rassicura: per lei è lo stesso, e cercheranno di chiarire i dubbi che le tormentano insieme.
- Altri interpreti: Renée O'Connor (Speranza), Ted Raimi (Corilo), Willa O'Neill (Leuca), Geoff Snell (Erodoto), Lisa Crittenden (Ecuba), Mark Vinello (Distruttore).
- Nota: 71º episodio della serie, trilogia di Xena esclusa.

## Xena e la fuga di Argo
- Titolo originale: In Sickness And In Hell
- Diretto da: Josh Becker
- Scritto da: Adam Armus & Nora Kay Foster

### Trama
Xena e Olimpia sono in una grande palude alla ricerca di Argo; Olimpia scopre di avere un'infezione della pelle ad un piede, e scopre anche che Xena ha i pidocchi. Le due vedono in lontananza Argo, ma quando Xena la chiama si allontana; così la guerriera pensa che ce l'abbia con lei perché l'ha abbandonata quando è andata a cercare Olimpia. Corilo le raggiunge e dice loro che un villaggio vicino l'ha assunto per combattere dei predoni; intuendo che l'amico ha bisogno di loro, Xena e Olimpia decidono di seguirlo. Mentre l'infezione della giovane si diffonde, raggiungendo la pancia, la principessa guerriera si gratta sempre più nervosamente la testa, ma è troppo orgogliosa per ammettere di avere i pidocchi. Quando iniziano ad avere fame, Olimpia cerca di catturare un coniglio, che si rivela una preda molto difficile: non appena la giovane si avvicina, il coniglio le mostra dei denti molto affilati e l'attacca al collo. Intanto Corilo mostra a Xena un pugnale che i predoni hanno lasciato al villaggio, e la guerriera intuisce che devono essere Sciiti. Più tardi, il trio è in una caverna a mangiare la zuppa di radici cucinata da Corilo; il guerriero decide di andare a cercare Argo, mentre Olimpia conforta Xena e usa il suo chakram per grattarsi la schiena. Scopertala, la guerriera le lega le mani e va a creare una frana alle loro spalle per bloccare gli Sciiti; quando Corilo torna alla caverna, Olimpia si fa slegare le mani e poi gli vomita addosso. Quando riprendono il viaggio, Olimpia corre dietro a un cespuglio perché la zuppa di Corilo le ha provocato un'infezione dello stomaco, e lo stesso succede anche a Xena. Quando arrivano al villaggio, i suoi abitanti sono disgustati quando le due cominciano a grattarsi e spidocchiarsi; Xena dà al taverniere una lista di rimedi per le loro malattie, e poi si reca con Olimpia nelle terme del villaggio. Olimpia si copre da capo a piedi di sterco di bue, un rimedio per la sua infezione, mentre Xena le spiega che gli Sciiti vogliono solo il fuoco greco, un olio nero che è molto prezioso (l'attuale petrolio). Corilo le raggiunge e informa che tutti al villaggio hanno il loro stesso virus intestinale. Quella sera, le due amiche sono nella loro stanza; Xena dice che probabilmente il taverniere è in combutta con gli Sciiti, perché la sua taverna è l'unico edificio a non essere stato attaccato; intanto Olimpia beve dei semi di lino, ma Xena l'avverte che erano da usare sulla pelle, non da bere: ora avrà la bocca intorpidita per alcuni giorni. Più tardi, uno Sciita le attacca, ma Xena lo sconfigge facilmente: è Eurialo, fratello del capo degli Sciiti, Alceste; egli dice loro che suo fratello intende attaccare il villaggio su due fronti, e le informa che verrà presto a liberarlo. Mentre Xena progetta un piano, gli Sciiti attaccano e liberano Eurialo; Xena è senza parole quando vede che il cavallo di Alceste è Argo. L'armata si ritira, e Olimpia conforta l'amica; ma la guerriera ha già in mente un piano: Corilo sarà la loro arma segreta. Il giorno dopo, Xena cattura il cuoco dell'armata e lo sostituisce con Corilo; poi lascia Olimpia di vedetta mentre lei entra nella tenda in cui è tenuto Argo. La cavalla è restia a seguirla, e inizia a nitrire; vedendo dei guerrieri avvicinarsi, Olimpia cerca di fischiare, ma non ci riesce a causa della bocca impastata, e non può intervenire perché le si avvinghiano i capelli in un cespuglio di rovi. Xena viene così circondata, ma se la cava comunque da sola, e fugge con l'amica. Alceste la insegue da solo a cavallo di Argo, dato che tutti i suoi uomini sono stati colti dal virus provocato dalla zuppa di Corilo. Lo Sciita raggiunge la guerriera, ma Argo non intende attaccarla e lo fa volare a terra. Xena lo sconfigge definitivamente, e finalmente può ripartire con Olimpia e Argo.
- Altri interpreti: Ted Raimi (Corilo), Timothy Lee (Alceste), Campbell Cooley (Eurialo).
- Nota: 72º episodio della serie, trilogia di Xena esclusa.

## Xena e la battaglia di Farsalo
- Titolo originale: A Good Day
- Diretto da: Rick Jacobson
- Scritto da: Steven L. Sears

### Trama
Xena e Olimpia intervengono in favore di Flogonte, un mercenario greco al servizio di Cesare, per salvare il suo villaggio dalla sua stessa armata. I due condottieri romani si sono spinti in Grecia per combattere la loro guerra civile, e Xena intende accontentarli. La guerriera convince la popolazione del villaggio a nascondersi nelle caverne lì vicino, ma prima devono bruciare il villaggio e ucciderne il bestiame, per non lasciare nulla in mano al nemico. Si verifica così la prima delle visioni della sciamana Antinea (Xena e i Cancelli dell'Eternità): Xena è in mezzo al villaggio arso dai suoi stessi abitanti. Xena, usando uno stendardo che raffigura il simbolo di Pompeo, fa credere a Cesare che egli abbia conquistato una collina; l'altro lato dello stendardo porta però il simbolo di Cesare, così Pompeo crede che sia il suo rivale ad aver preso possesso del colle; nella lotta tra i due eserciti che ne segue, fa rubare ai suoi uomini alcune delle catapulte dei romani; Cesare comincia così a sospettare del coinvolgimento di Xena. Più tardi, Olimpia parla con la sposa di Flogonte, la quale le rivela che mentre era in guerra il suo sposo le scriveva lettere amare sulla sua posizione, perché vedeva nella battaglia un mostro insanziabile, lo stesso mostro che ora l'ha seguito fino a casa. La principessa guerriera e Flogonte, intanto, si recano all'accampamento di Cesare: spiandolo, vengono a sapere che il generale ha un piano di riserva affidato al suo braccio destro, Bruto. Purtroppo Flogonte viene catturato, e per salvarlo Xena non sente tutta la strategia di Cesare. La guerriera chiede a Olimpia di guidare lei gli uomini in battaglia, perché lei non sarà presente e lei lo conosce molto bene, dato che ha già avuto a che fare con lui in Britannia (Xena contro il testimone di Dahak); ma Olimpia rifiuta di condurre a morte certa degli uomini innocenti. Il comando passa così a Flogonte, mentre Xena si reca a un incontro segreto con Pompeo; i due vengono presto raggiunti da Cesare e i suoi uomini, ma è una trappola: a un suo segnale, gli uomini di Flogonte cominciano a bombardare la zona con le catapulte. Xena, Cesare e Pompeo finiscono così nelle grotte sotterranee del luogo. Gli uomini del soldato greco attaccano l'esercito di Pompeo, indossando armature molto simili a quelle dei soldati di Cesare, per fare in modo che i due eserciti si attacchino; ma quando le armate cesariane si ritirano, Olimpia capisce che è una trappola: ordina così di attaccare gli eserciti, e la guerra civile si scatena. Vedendo Flogonte in pericolo di vita, la giovane afferra una lancia per colpire il suo assalitore, ma sbaglia mira e Flogonte viene ucciso. Xena lascia Pompeo e Cesare a battersi nelle grotte, e quando raggiunge il campo di battaglia trova Olimpia accanto al cadavere di Flogonte. Gli eserciti di Cesare e Pompeo sono distrutti, e i due decidono di tornare a Roma per riformare le loro forze. Al rito funebre di Flogonte e degli altri abitanti morti, la sposa del guerriero si avvicina a Xena con suo figlio, ringraziandola per avergli salvati, e affermando che ricorderà il suo sposo come un semplice pescatore, perché per lei era quello; Olimpia è in preda ai sensi di colpa per non aver salvato il guerriero; parlando con Xena, capisce in lacrime che la sua morte è servita per un bene superiore e che è valsa la pena combattere.
- Altri interpreti: Stephen Lovatt (Flogonte), Karl Urban (Cesare), Jeremy Callaghan (Pompeo), Darren Young (Bruto).
- Nota: 73º episodio della serie, trilogia di Xena esclusa.

## Xena e la leggenda delle due muse
- Titolo originale: A Tale Of Two Muses
- Diretto da: Michael Hurst
- Scritto da: Gillian Horvath

### Trama
Xena e Olimpia raggiungono un villaggio e salvano una fanciulla prima che venga frustata brutalmente; le due amiche rimangono senza parole quando scoprono che la giovane è Dafne (Xena e l'anfora di Apollo), colpevole di aver danzato: anni prima, il villaggio era bruciato durante una festa e da allora la danza era stata bandita; ma col passare del tempo, il bando era stato inteso come questione religiosa, voluto dall'ingiusto sindaco Isidoro, che lo giustificava come se fosse volontà della musa Calliope, la musa della poesia, contraria a Tersicore, la musa del canto e della danza. Xena e Olimpia convincono il sindaco a cacciare Dafne senza flagellarla, così le tre si incamminano lontano dal villaggio; ma Dafne è intenzionata a tornare per aiutare Andros, un ragazzo di cui è innamorata, e suo padre Teledamo. Così il trio torna al villaggio con l'intenzione di riportarvi la danza e l'allegria. Mentre i cittadini sono in fermento per l'arrivo del famoso riformatore Filippiano, Olimpia comincia a provare una voglia irresistibile di danzare, voglia che le è venuta da quando sono giunti in un villaggio così oppressivo. All'arrivo del severo uomo, si scopre che questi è in realtà Autolico, il re dei ladri, qui su richiesta di Xena; questi comincia subito a fingere di essere peggiore di Isidoro in quanto a fanatismo, criticando le opere pittoriche di Teledamo; inoltre è intenzionato a voler proibire anche il canto e la pittura, arti che secondo lui - e Isidoro è perfettamente concorde - fuorviano la mente dei giovani, sostituendole con un corso di addestramento militare. Xena sta al gioco e accetta di tenere le lezioni, anche se alcuni genitori sono contrariati, primo fra tutti Teledamo. Quella notte, Dafne e Andros decidono di fuggire insieme e raggiungere Atene, dove il fratello del ragazzo ha trovato lavoro; ma Xena li ferma e li convince a tornare al villaggio per riportare la serenità ai suoi cittadini. Così la guerriera comincia a tenere un corso di addestramento, insegnando ai giovani come difendersi, ma in realtà mostrando loro alcuni passi di danza. Ma per Teledamo, che come gli altri genitore e Isidoro non ha compreso nulla, annuncia di non voler permettere che suo figlio sia addestrato a uccidere, e gli rivela che suo fratello non era andato ad Atene per lavoro, ma perché non ne poteva più delle loro stupide leggi e regole; annuncia così che parteciperà alle elezioni, candidandosi contro Isidoro. Il giorno dopo, mentre l'uomo tiene il suo discorso elettorale, Xena salva la vita ad Autolico prima che questi venga colpito da una freccia; Isidoro avvisa gli abitanti: hanno cercato di apportare cambiamenti, e questo è il risultato; l'unico modo per mantenere la pace è attraverso regole ferree. Ma Xena capisce che il responsabile è uno dei suoi uomini, Licinio, che ha cercato di uccidere "Filippiano" cosicché Isidoro potesse rimanere sindaco. I giovani raggiungono la piazza del villaggio e iniziano a danzare; a loro si uniscono Olimpia, che finalmente può scatenarsi in libertà, Xena e Autolico; i tre mettono fuori combattimento i soldati di Isidoro, e la popolazione si unisce ai festeggiamenti. Teledamo diventa sindaco e la danza viene riammessa nel villaggio, nei cui abitanti torna finalmente la serenità.
- Altri interpreti: Bruce Campbell (Autolico/Filippiano), Shiri Appleby (Dafne), John Givins (Isidoro), Hemi Rudolph (Teledamo), Michael Kupenga (Andros), Campbell Cooley (Licinio).
- Nota: 74º episodio della serie, trilogia di Xena esclusa.

## Xena e l'Isola degli Squali
- Titolo originale: Locked Up And Tied Down
- Diretto da: Rick Jacobson
- Scritto da: Hilary Bader (sceneggiatura) & Josh Becker (soggetto)

### Trama
Xena si sta facendo massaggiare la schiena da Olimpia perché sente come un enorme peso sulle sue spalle; improvvisamente le due vengono circondate da alcuni uomini che le attaccano: le amiche li sconfiggono facilmente, e quando li interrogano uno di questi mostra a Xena una pergamena con un mandato di comparizione davanti a un giudice. Quando la guerriera chiede spiegazioni, l'uomo le chiede se il nome Talia le ricorda qualcosa. Olimpia non capisce, così Xena le racconta che anni prima aveva ucciso una fanciulla di nome Talia solo perché serviva ai suoi scopi; lasciato all'amica il suo chakram, la principessa guerriera si fa arrestare. Nell'aula del tribunale, mentre diversi testimoni ricordano Talia con parole d'amore, e Olimpia cerca di difenderla, Xena ricorda quello che era successo anni prima: dopo una razzia, Xena catturò gli abitanti del villaggio e ordinò che le fanciulle venissero legate in una grotta infestata da granchi carnivori, a meno che i loro concittadini non avessero pagato un lauto compenso per la loro liberazione; Talia si offrì per risparmiare le altre giovani, e Xena la fece legare per poi andare a farsi dare il riscatto, ma quando tornò non trovò altro che un braccio insaguinato. Nonostante la difesa di Olimpia, il sindaco del villaggio condanna Xena al carcere a vita sull'Isola degli Squali. Prima che la guerriera parta, Olimpia le chiede perché non si sia difesa: lei risponde che Talia un tempo era come lei, innocente e piena di luce, e lei l'ha uccisa, e ora è giusto che deve pagare. Olimpia guarda l'amica salpare, e poi si reca a mangiare in una taverna. Qui incontra un guaritore che ha lavorato finora sull'Isola degli Squali, dove ora ne stanno cercando un altro. La giovane compra così le sue vesti e le sue scorte medicinali. Intanto Xena raggiunge l'Isola, dove il capo delle guardie dà alle nuove prigioniere il "benvenuto" e mostra loro il trattamento riservato a chi cerca di fuggire: una donna viene trascinata su un patibolo e impiccata per dare l'esempio. La scena viene osservata da una figura incappucciata affacciata a una finestra, il Comandante dell'isola. Quella notte, le altre prigioniere sono stupite quando Xena decide di seppellire la donna invece di mangiare. Il giorno dopo, Xena aiuta una prigioniera sfinita a svolgere i suoi lavori, e il capo delle guardie la insulta chiamandola eroina; la guerriera ribatte dicendo di non essere un'eroina, perché le sue colpe non sono ancora state espiate, e il guardiano la punisce obbligandola a scaricare da sola tutte le botti. Quando la donna da lei aiutata cerca d'intervenire in suo aiuto, Xena la difende dalle guardie, ma il combattimento viene interrotto dal Comandante: è Talia. Questa le racconta che, quando l'aveva abbandonata al suo destino, era stata in grado di strapparsi il braccio a morsi per liberarsi; poi ha iniziato a meditare la sua vendetta, finché non l'ha ritrovata. Così fa sbattere Xena in una prigione sotterranea, legata a mani e piedi e lasciata in pasto ai topi. Talia torna nelle sue stanze, dove viene raggiunta da Olimpia, che si finge suo nuovo guaritore. Talia si toglie il braccio finto per mostrarle l'amputazione, che le provoca ancora dolore, e Olimpia riesce a recarle sollievo. Talia è molto affascinata dalla giovane, perché vede in lei quella che era un tempo; dalle sue parole, Olimpia capisce di avere di fronte Talia, e le dice che è ancora in tempo per ritrovare l'animo buono di un tempo. Mentre Xena si difende a morsi dai topi, Olimpia fa il giro delle prigioniere, seguita strettamente dal capo delle guardie. La giovane lo mette fuori gioco e si fa strada fino alla prigione di Xena, dove lancia il chakram attraverso le sbarre, facendolo cadere nella fossa di sotto. Subito dopo viene però catturata e portata da Talia; secondo le regole dell'Isola, ora è condannata a morte. Sulla forca, Olimpia attende la sua sorte, ma Talia non riesce a dare il segnale di ucciderla. Quando il capitano delle guardie prende la decisione per lei, Xena la salva in tempo, ma ormai si scatena una rivolta delle prigioniere, che vogliono uccidere il Comandante. Xena e Olimpia la difendono, finché la rivolta non viene sedata. Talia si sente in debito con Xena, ma la guerriera è assalita dai sensi di colpa per le sue azioni passate. Ma Talia le dice che quella è stata colpa della vecchia Xena, e che Olimpia le ha ridato la sua capacità di fare del bene, e le permette di tornare in libertà. Xena sa di non poter giustificare le sue azioni malvagie, e Olimpia le promette che finché saranno insieme non permetterà mai che la vecchia Xena si impossessi di quella di ora.
- Altri interpreti: Katrina Browne (Talia/Comandante), Gilbert Goldie (sindaco del villaggio), William Kircher (capo delle guardie).
- Nota: 75º episodio della serie, trilogia di Xena esclusa.

## Xena e il segreto di Nerissa
- Titolo originale: Crusader
- Diretto da: Paul Lynch
- Scritto da: R.J. Stewart

### Trama
Xena e Olimpia stanno combattendo contro degli uomini quando vengono raggiunti da un misterioso guerriero, che le sconfigge; quando sta per finirle, il guerriero si toglie il velo che aveva davanti al volto, rivelando di essere una giovane donna, e guarda verso il cielo; poi si rivolge a Xena e Olimpia, chiedendo scusa per il suo errore: le aveva scambiate per mercanti di schiavi, ma i Lumin, gli spiriti che la guidano, le hanno detto che le due sono al servizio del bene. Nerissa spiega loro di essere una serva della Luce, che combatte l'Oscurità affinché il bene trionfi; ora è diretta a un villaggio di nome Zoras per liberarne i cittadini, e Xena e Olimpia decidono di unirsi a lei. Subito, tra Olimpia e Nerissa scoppia una forte amicizia: Nerissa è incantata dalla purezza e dall'innocenza della giovane, che invece è attratta dagli insegnamenti della donna, in cui pensa di vedere una risposta alle sue domande interiori. Raggiunto Zoras, Xena e Nerissa sconfiggono i mercanti di schiavi, e gli abitanti del villaggio sono loro molto riconoscenti; Olimpia accetta di essere avviata sul "Cammino della Luce", e vorrebbe seguire Nerissa per aprire con lei un ospizio per i poveri. Quella notte nella mente di Xena riaffiora la visione inviatale da Antinea riguardante la crocifissione sua e di Olimpia; vedendo quanto le due siano affiatate, organizza un piano: lei andrà a catturare il capo dei mercanti di schiavi, Mardonio, e poi non tornerà più da Olimpia, lasciandola alle cure di Nerissa per evitare che la visione si avveri. Raggiunto il brigante, Xena è stupita sentendogli dire che Nerissa dà ai suoi prigionieri tre giorni di tempo per convertirsi alla Luce: se non accettano, o se lei capisce che mentono, li uccide senza neanche dargli la possibilità di un processo. La guerriera raggiunge così Olimpia e Nerissa al villaggio che hanno appena liberato, pretendendo spiegazioni. Nerissa ammette tutto, e Xena fa per andarsene con Olimpia, quando la donna l'attacca: ora Olimpia è convertita alla Luce, e non permetterà alla sua oscurità di sviarla dal giusto cammino. Le due cominciano a lottare, inizialmente dimostrando pari abilità, ma in seguito Nerissa si porta in vantaggio e lascia Xena al suolo, ferita e svenuta. Si avvera così la seconda visione inviata dalla sciamana Antinea a Xena (Xena e i Cancelli dell'Eternità). Quando si risveglia, la principessa guerriera scopre che Olimpia e Nerissa sono nascoste in una caverna; d'accordo con l'amica, Xena finge di volerla uccidere, gettandola in un burrone; così distrae Nerissa e iniziano un combattimento più aggressivo del precedente. Questa volta Xena ha la meglio, e lei e Olimpia lasciano Nerissa in una prigione con i mercanti di schiavi, perché vengano giudicati per i loro crimini anche se Narissa non ha dubbi sul fatto che la passeranno liscia corrompendo le autorità per un processo favorevole. Mentre Nerissa è serena e perdona con un sorriso Olimpia per averla tradita, Xena è tormentata da ciò che il futuro porterà alle due amiche.
- Altri interpreti: Kathryn Morris (Nerissa), David Te Rare (Mardonio).
- Nota: 76º episodio della serie, trilogia di Xena esclusa.

## Xena e la pietra di Issione
- Titolo originale: Past Imperfect
- Diretto da: Garth Maxwell
- Scritto da: Steven L. Sears

### Trama
Xena rivela a Olimpia che ha avuto una visione della loro morte per crocifissione su un monte innevato, ma la giovane rimane scettica: sono gli esseri umani a crearsi il loro destino. Nonostante la sicurezza dell'amica, Xena le dice di restare indietro mentre lei avvertirà il villaggio di Pella che presto verrà attaccato, ma Olimpia non vuol sentire scuse e la segue. Quando raggiungono il villaggio, questo viene attaccato da alcune catapulte, e Xena fa mettere in salvo Olimpia e i soldati. L'impatto di una palla infuocata la fa finire contro un muro, e stordita le torna alla mente il suo passato: lei e Aristarco attaccarono Corinto con la stessa strategia, intrappolando i suoi abitanti tra le loro stesse mura. Finito l'attacco, Xena racconta a Olimpia cosa è successo in quel periodo della sua vita. Lei e Aristarco divisero le loro armate perché avevano idee contrarie su come conquistare la città, e dopo uno scontro lei entrò nella sua tenda, dove la sua schiava Eumene l'accolse; Aristarco la raggiunse, cercando di convincerla a lasciar perdere l'assalto alla città per salvare il bambino che Xena portava in grembo. La guerriera però rifiutò, perché troppo attratta dal potere che la sciamana Antinea le aveva promesso, potere raggiungibile solo trovando la Pietra di Issione. Cacciato Aristarco, Xena ascoltò i consigli della serva: il suo vecchio padrone Demetro, ucciso proprio da Xena, fece scavare delle gallerie per far crollare le mura di Rodi, e avvelenò il grano per far ammalare la popolazione. Di nuovo al presente, Xena scopre che le scorte di grano sono state avvelenate e che metà delle truppe è ora ammalata: qualcuno sta usando le stesse tattiche da lei usate in passato. Così organizza con Plistene, comandante dell'armata, un gruppo di soldati per andare ad assicurarsi che la diga del villaggio non sia in mano al nemico; qui, inizia a ricordare un'altra strategia usata in passato: sulle rive del fiume di Corinto, Xena organizzò con Deione (Xena e il figlio dei centauri) un attacco a sorpresa alla città. I centauri da lei catturati, guidati da Caleipo (il centauro che ha cresciuto suo figlio Seleuco) furono liberati da Aristarco per portare un messaggio al loro capo, mentre i prigionieri di Corinto furono uccisi e gettati nel fiume. Al presente, i soldati nemici cominciano a uscire dalle acque del fiume e ad attaccare Xena e gli altri; mentre combattono, la guerriera vede in lontananza delle montagne molto simili a quelle della visione della crocifissione. Tornati a Pella, Xena e Olimpia scoprono che le scorte di cibo non basteranno mai. Xena ricorda di quando Seleuco stava per nascere: lei e Aristarco erano ancora insieme proprio per lui; Aristarco progettava di aspettare la nascita di suo figlio per poi portarlo via. Xena fece però catturare alcuni centauri da Deione, e tra di loro vi era anche Caleipo. Quando Xena li condannò a morte, Aristarco li liberò e fuggì con loro. Per salvare Olimpia, Xena ha organizzato un piano per farla fuggire di segreto dal villaggio, ma la giovane non vuole saperne niente: se è suo destino morire, lo accetterà. Quella notte, Xena è nella foresta attorno al villaggio quando nota una galleria sotto le mura. Improvvisamente viene colpita da una freccia avvelenata al collo, e ricorda di come Eumene le diede un infuso di un fiore di un cespuglio di Santra per calmarla durante il parto, dicendole che dopo le avrebbe dato una radice di Kala per farla tornare in sé. Xena vede davanti a sé Eumene con una cerbottana, e poi sviene. Al risveglio, questa le spiega come era divenuta sua schiava solo per apprendere da lei le sue strategie, attendendo il momento in cui avrebbe potuto vendicare la morte del suo sposo, Demetro. Le rivela infine di essere stata lei a uccidere Aristarco: Aristarco raggiunse l'accampamento di Xena per portare in salvo lei e il bambino durante l'attacco dei centauri. Eumene lo scoprì, e avvisò Deione della sua presenza, perché lo uccidesse. Mentre Seleuco nasceva, Aristarco veniva colpito a morte da Deione; Eumene fece salire su un carro Xena e il bambino, e la guerriera, vedendo Aristarco in fin di vita, gli mostrò suo figlio, l'ultima cosa che ha visto in vita. Finito il racconto, Xena mostra a Eumene una radice di Kala: l'ha mangiata prima di entrare nella caverna, avendo già capito chi c'era dietro l'assalto. Xena sta per ucciderla, ma capisce che Aristarco non sarebbe vendicato in questo modo. Gli uomini della donna arrivano, e anche Olimpia e Plistene con i suoi soldati. Vedendo sconfitti i suoi guerrieri, Eumene tira una corda per far crollare la volta del tunnel, ma Xena usa il chakram e la seppellisce sotto di essa. Finito tutto, Xena e Olimpia si accampano per la notte; Xena è sicura che se Aristarco fosse vivo sarebbe tutto diverso, ed è col cuore pieno di dolore che ricorda di come affidò Seleuco al centauro Caleipo, perché crescesse lontano dalla guerra.
- Altri interpreti: Marton Csokas (Aristarco), Catherine Boniface (Eumene), Paul Gittins (Caleipo), Mark Ferguson (Deione), Craig Muller (Plistene).
- Nota: 77º episodio della serie, trilogia di Xena esclusa.

## Xena e la corona di Minerva
- Titolo originale: The Key To The Kingdom
- Diretto da: Bruce Campbell
- Scritto da: Eric Morris

### Trama
Autolico ruba un preziosissimo diamante, e fuggito dal castello si trova davanti Melania; Autolico inizialmente crede che sia Xena; capendo dal suo sguardo di doverlo restituire, lo rigetta nelle finestre del castello. Xena è allibita: non può credere che sia così stupido. Corilo li raggiunge e spiega al ladro che quella che ha davanti è Melania, la sosia di Xena, e Autolico se la prende con lui, perché ha restituito inutilmente il gioiello. Più tardi, a una taverna, Corilo e Melania spiegano al ladro il loro piano: intendono intrufolarsi nel castello in cui è custodita la chiave che li porterà alla famosa Corona di Minerva, nascosta quando il giovane re Cleandro sparì. Ora il suo regno è governato da due tiranni: Ormestin e Krypto. Il piano prevede che Melania entrerà nel castello fingendosi Xena, mentre Autolico penetrerà per una delle finestre. La prima fase del piano procede bene: il ladro arriva nella sala della chiave, ma nel forziere che dovrebbe contenerla c'è un bambino. All'improvviso Melania entra nella stanza e fa catturare Autolico dalle guardie, portando via il bambino. In cella, il ladro riceve la visita dell'ancella che si occupava del bimbo, Glafira; questa chiede informazioni su Xena, e Autolico le dice che è una donna per bene, non come Melania, che ha rapito il bambino. La vecchia si allontana, dicendo che Melania va avvisata del segreto della chiave. Inoltre un vecchio prigioniero gli dice che "quando il portale si aprirà, il bambino non sarà più tra noi". Raggiunto Corilo, gli spiega che il suo piano era quello di dare una vera famiglia al bambino e anche a sé stessa, e il guerriero accetta molto entusiasta, aiutandola ad accudire il bebè. La sua vita idilliaca sfuma quando Autolico la trova e intende riportare il bambino al castello. Questi però scappa e i due più Corilo partono alla sua ricerca. Salvatolo, Melania intende ancora tenerlo e crescerlo come suo, e Corilo è d'accordo; Autolico invece intende recuperare la Corona, ma vuole trovare il modo di risparmiare il bimbo. Mentre cambiano il pannolino del bebè, il trio scopre che quello "usato" è in realtà la mappa che conduce al tesoro. Raggiunto il luogo indicato, vengono raggiunti dagli uomini di Ormestin e Krypto: inizia una battaglia, durante la quale il bambino si trascina su un cuscino, trasformandosi nello scomparso re Cleandro. Improvvisamente la vera Xena mette fuori gioco le guardie, ponendo fine alla battaglia, ma i due tiranni fuggono con la Corona di Minerva. I quattro ritornano così al castello con lo scopo di recuperare il cimelio: il gruppetto affronta e sconfigge facilmente Ormestin e Krypto. Sconfitti i tiranni, Cleandro viene raggiunto da Glafira, ora una bella e giovane donna: Xena spiega che Minerva aveva reso il re un bambino per punire la sua crudeltà, mentre aveva reso vecchia la sua sposa Glafira per darle la saggezza. Infine Xena si congratula con Melania per tutte le buone azioni che, nonostante tutto, ha fatto, ma Melania non è felice: lei non può avere figli, ed è per questo che voleva accudire il piccolo Cleandro; Xena riesce a consolarla, dicendole che è sicura che anche per lei verrà il momento di divenire madre.
- Altri interpreti: Lucy Lawless (Melania), Ted Raimi (Corilo), Bruce Campbell (Autolico), Paul Willis (Ormestin), Martin Howells (Kryptos), Craig Parker (re Cleandro), Yvonne Lawley (Glafira).
- Nota: 78º episodio della serie, trilogia di Xena esclusa.

## Xena e la figlia di Policne
- Titolo originale: Daughter Of Pomira
- Diretto da: Patrick R. Norris
- Scritto da: Linda McGibney

### Trama
Di fronte alla riva di un fiume Xena ricorda i momenti in cui la sua armata venne sconfitta dai barbari. Ancora oggi la principessa guerriera non riesce a perdonarsi l'errore che commise in quella battaglia che costò la vita di molti dei suoi uomini.
Ad un tratto il discorso che Xena stava facendo ad Olimpia viene interrotto dall'arrivo di alcuni barbari in cerca di cibo. Il bardo di Potidea si accorge che tra loro c'è una ragazza chiara di capelli e nota la caratteristica piuttosto insolita tra persone di quella tribù.
All'improvviso i barbari vengono attaccati da un guerriero di nome Mirone che è in cerca degli scalpi dei barbari. Xena interviene nello scontro fermando Mirone permettendo ai barbari di fuggire con la loro canoa, mentre Olimpia nota che uno di loro ha un oggetto la cui fattura non è tipica del loro popolo e scopre che si tratta infatti di un oggetto che apparteneva a Xena.
La principessa guerriera inizia a sospettare che la bionda fanciulla che aveva visto poco prima fosse la figlia di Rados, un suo ex soldato e della sua sposa Demia. La figlia dei due venne rapita più di un lustro fa e da allora di lei non si è saputo più nulla.
Decisa a saperne di più Xena si reca al villaggio di Rados insieme a Olimpia.
I due sposi riconoscono subito l'oggetto trovato dalla poetessa e raccontano a Xena che un giorno, loro figlia, Vanesa, si era allontanata al fiume per giocare e dal quel giorno non ebbero più notizie di lei. Rados aveva trovato in quella zona il suo abito strappato e bruciato intuendo che i barbari l'avevano uccisa.
Xena confessa loro di aver visto Vanesa tra i barbari e Olimpia propone di andarla a riprendere.
Con molte difficoltà Xena raggiunge Policne, il covo dei barbari, riuscendo a trovare Vanesa e portarla via con sé, ma la giovane si ribella al loro volere dimostrando di essersi ambientata alla vita dei barbari. Xena e Olimpia scoprono che la giovane non era una schiava come loro pensavano bensì è divenuta Pilee: la figlia adottiva di Cirvik, il capo dei barbari.
Le due eroine riportano Vanesa alla sua famiglia, ma la giovane si rifiuta di stare con loro e si ribella.
Xena si rende conto che ora che la figlia del capo è stata rapita, ben presto il villaggio verrà attaccato dai barbari ed è necessario organizzare presto una difesa.
Demia cerca di farsi accettare dalla figlia mentre Rados guarda la situazione in maniera più dura e si rende conto che in realtà sua figlia è morta e che la ragazza che Xena ha riportato al villaggio è solo la figlia di un barbaro.
Gli uomini del villaggio preparano una difesa contro i barbari e stanno in allerta.
Intanto Vanesa inizia ad avere ricordi della sua famiglia e nonostante ha ancora dei contrasti accetta la loro presenza.
Xena fa notare alla giovane che presto tra le sue due famiglie ci sarà una guerra e vi saranno morti da ambedue le parti. Tuttavia c'è un modo per fermare tutto ciò: lei conosce entrambe le lingue e se facesse da interprete si potrebbe provare una via pacifica con la quale accordarsi.
In breve tempo i barbari raggiungono le mura del villaggio: lo scontro è alle porte.
Vanesa decide di fare da interprete con Cirvik e gli fa capire che anche tra il mondo civile lei ha una famiglia.
Il dialogo avviene pacificamente e sembra possibile instaurare una tregua quando Mirone, il mercenario che attaccò i barbari all'inizio dell'episodio, aggredisce all'improvviso il capo dei barbari. Xena si intromette ed ingaggia un combattimento col mercenario. Lo scontro è vivace, ma si consuma in fretta e termina con Mirone che perde la vita con una pugnalata al torace.
Vanesa comprende di avere due famiglie, ma decide di continuare la sua vita a Policne con Cirvik per tornare a trovare la sua famiglia naturale ogni tanto.
Olimpia si era più volte domandata se riportare Vanesa dalla sua famiglia naturale fosse stata una cosa giusta e ora che tutto è finito sa che era stata la cosa più giusta da fare: tra i civili e i barbari si era stabilita una tregua, Rados e Demia hanno ritrovato una figlia che credevano morta da tempo e Vanesa si può dividere tra l'affetto di due famiglie.
- Guest star: Craig Ancell (Milo), Beth Allen (Vanesa).
- Nota: 79º episodio della serie, trilogia di Xena esclusa.

## Xena e la favola a lieto fine
- Titolo originale: If the shoes fits...
- Diretto da: Josh Becker
- Scritto da: Adam Armus & Norah Kay Foster

### Trama
Mentre Xena e Corilo dormono ancora nel loro accampamento nella boscaglia, Olimpia si fa una doccia.
Un'aquila sveglia la principessa guerriera, che si lamenta di non essere stata svegliata dalla poetessa come le aveva chiesto; Xena voleva alzarsi all'alba per catturare il brigante Zagros.
La principessa guerriera si alza di corsa e cerca una corda, ma, non trovandola, prende il corpetto che Olimpia aveva lasciato appeso ad un ramo. La donna non si accorge di nulla e continua a canticchiare mentre si lava.
Appena uscito il brigante Zagros è già pronto per nuove scorribande, ma Xena piomba nel suo accampamento e lo cattura per fermarlo nuovamente.
Tornata indietro da Corilo e Olimpia, la principessa guerriera scopre che la poetessa è in cerca del corsaletto che le aveva sottratto. Quando Olimpia scopre che la veste che stava tanto cercando è stata usata da Xena per legare il mercenario, si arrabbia molto e rimprovera la principessa guerriera di aver usato per i suoi sporchi lavori il suo corsaletto preferito e le fa notare che per colpa sua ora è costretta ad indossare un sacco!
Nonostante questo piccolo battibecco la compagnia riprende il suo viaggio: Zagros deve essere assicurato alla giustizia al più presto. Camminando lungo il sentiero il gruppo si avvicina a un tempio di Venere proprio nel momento in cui avviene al suo interno un'esplosione. Incuriosita dall'accaduto la compagnia si reca sul posto e Xena trova a sorpresa con Venere una bambina che già aveva avuto modo di conoscere tempo addietro: Alesia, la figlia di un re suo amico da anni. La bimba è scappata di casa dopo la morte della madre e il secondo matrimonio del padre: la matrigna non le piaceva, ed è fuggita in cerca della sua fata buona.
Xena si offre di riaccompagnare la bambina a casa, ma sul cammino si accorge che gli uomini di Zagros sono sulle sue tracce. Mentre la principessa guerriera va a fermare la banda di guerrieri, Olimpia inizia a raccontare alla piccola Alesia la favola di Cenerina: una fanciulla pura, spensierata e altruista che veniva maltrattata dalla matrigna cattiva e dalla perfida sorellastra. Nell'immaginazione di Olimpia il racconto è interpretato da lei stessa, nelle veci di Cenerina, e da Xena e Venere rispettivamente nei panni della matrigna e della sorellastra.
Nel frattempo nel loro castello il padre di Alesia si mobilita preoccupato a organizzare le ricerche della figlioletta mentre la sua sposa si preoccupa delle sorti della piccola e si colpevolizza della sua scomparsa.
Venere, rimasta sola nel suo tempio, rimane dispiaciuta dalla partenza di Alesia e decide di tornare a farsi viva da lei, nella speranza di convincerla a tornare al tempio con lei in modo da allevarla come se fosse figlia sua. La dea compare dalla piccola mentre Olimpia sta continuando il suo racconto e si intromette, modificandone la vicenda e rendendola molto più simile a un racconto d'amore. I personaggi vengono nuovamente mutati: Venere è ora la matrigna, Xena la sorellastra e Olimpia incarna Cenerina, ora resa molto brutta e goffa; in questa parte del racconto subentra anche Corilo, nelle veci di un affascinante messaggero del re che invita le fanciulle del villaggio a presentarsi a corte per partecipare a un ballo in onore del principe del regno. Il racconto viene presto interrotto da Xena che, una volta sbarazzatasi dei suoi inseguitori, sopraggiunge dai suoi compagni impedendo a Venere di proseguire a narrare.
Questa si allontana mentre la compagnia si accampa per mangiare. Xena e Olimpia cucinano, Corilo invece, incaricato da Olimpia, continua la favola per Alesia.
Intanto Venere non accetta di essere messa da parte e cerca di disturbare Xena, spingendo gli uomini di Zagros nuovamente tra le sue tracce e proponendole poi un accordo: la possibilità di riavere il brigante tra loro in cambio di Alesia.
Corilo si immedesima nel protagonista della storia rendendo Cenerina un uomo di nome Tirso. Il patrigno e il fratellastro impediscono al giovane di prendere parte al ballo di corte e lo lasciano a casa quando sopraggiunge Armonia, una fata interpretata da Xena che gli rende l'aspetto di un nobile affinché possa partecipare alla festa e ballare con la principessa, che altri non è che Olimpia. Il ballo procede magnificamente e il giovane riesce a far breccia nel cuore della bella principessa, ma l'incantesimo svanisce in fretta costringendo Tirso alla fuga e, preso dalla fretta di andarsene, non si accorge di sottrarre alla principessa una scarpetta.
Corilo continua il suo racconto, ma Xena lo riporta alla realtà e scopre che Alesia non è più nel campo: la piccola è fuggita mentre il guerriero continuava il suo racconto senza accorgersi di nulla. Xena attribuisce ad Olimpia la responsabilità della fuga della piccola e parte alla sua ricerca.
Pochi attimi dopo sopraggiunge nell'accampamento una vecchia che sostiene di essere stata aggredita da un gruppo di uomini nei pressi del fiume vicino. Olimpia sospetta degli uomini di Zagros e si reca sul posto lasciando Corilo solo a occuparsi del brigante catturato.
La poetessa si allontana cadendo così nel tranello tesole dalla dea dell'amore: la vecchia infatti era Venere, e con un pretesto riesce a far allontanare Olimpia con lo scopo di prendere Alesia e portarla via con sé. La dea però non era al corrente della fuga della piccola, ma Zagros si offre di ritrovarla in cambio della libertà. Venere quindi lo libera mentre Xena ritrova la piccola che sta passando un grave pericolo: Alesia è scivolata in un dirupo e si è aggrappata a una vecchia radice. La principessa guerriera la trae in salvo e la riporta all'accampamento, dove trova Corilo legato e imbavagliato. In questo frangente ritorna anche Olimpia, e Corilo spiega a tutti l'inganno di Venere.
Il gruppo si rimette in viaggio e lungo il cammino Alesia chiede a Xena di continuare la favola. Ora è la principessa guerriera a interpretare Cenerina e rende il personaggio una coraggiosa guerriera tutta d'un pezzo. La matrigna diviene Zagros e due dei suoi uomini le sorellastre. Il principe che ha l'aspetto di Corilo sopraggiunge all'improvviso dicendo che colei che indosserà alla perfezione la scarpetta che ha con sé diventerà la sua principessa. L'uomo domanda a Cenerina di provarsi la scarpetta, ma lei rifiuta e lo fa allontanare. La matrigna e le sorellastre, dispiaciute di non essere state scelte dal principe, decidono di impossessarsi delle sue ricchezze rubandogliele. Cenerina dovrà fermare la sua famiglia e sopraggiunge la fata (ora interpretata da Olimpia) che le offre il suo aiuto, ma Cenerina la relega a pulire la cucina.
Questo suona offensivo ad Olimpia, che accusa Xena di sottovalutarla. Arrabbiata, Olimpia decide di allontanarsi dal gruppo e proseguire il viaggio da sola.
Xena è costretta a raggiungere il castello del padre di Alesia da sola e trova entrambi i sovrani legati al loro trono: gli uomini di Zagros sono da poco fuggiti con i gioielli della corona. Xena fa sì che Alesia e la regina stiano un po' insieme per conoscersi meglio, e poi parte all'inseguimento degli uomini di Zagros.
Olimpia intanto raggiunge un santuario di Venere e la chiama, per farle notare che ciò che sta facendo ora per Alesia in realtà è solo dannoso per la piccola. Le domanda quindi di non essere egoista e di pensare al bene della bambina facendo ciò che è davvero giusto per lei.
Xena raggiunge presto i briganti e mentre Alesia riesce finalmente a comprendere la matrigna e accettarla, la principessa guerriera affronta i suoi nemici e li sconfigge grazie anche all'aiuto di Olimpia, che decide di tornare al suo fianco.
Prima di ripartire con Corilo e Olimpia, Xena trae spunto dalla battaglia avvenuta con gli uomini di Zagros per descrivere come fece Cenerina a sconfiggere la matrigna e le sue sorellastre, proteggendo il principe e ottenendo così un bel lieto fine per la favola.
Prima che i tre guerrieri salutino Alesia e la sua famiglia, Venere sopraggiunge per dire alla piccola che la sua matrigna le vuole bene e che deve restarle vicina.
Salutati tutti, Xena, Olimpia e Corilo ripartono insieme per una nuova avventura, mentre la poetessa, ispirata dalla favola di Cenerina, pensa ad una nuova storia da scrivere su un bambino bugiardo (evidente riferimento a "Pinocchio").
- Nota: 80º episodio della serie, trilogia di Xena esclusa.

## Xena nel giardino incantato
- Titolo originale: Paradise Found
- Diretto da: Rob Tapert
- Scritto da: Chris Manheim

### Trama
Una grande tempesta coglie Xena e Olimpia, in viaggio verso l'India, e le costringe a ripararsi in una caverna. La principessa guerriera ha una ferita su una gamba, causatale da un precedente scontro, così inizia a ricucirsela mentre parla con Olimpia, la quale scherza sul fatto che, forse, Xena combatte il male solo per il gusto di suonarle alla gente. Xena pare rilassata e divertita, nonostante si stia ricucendo da sola la ferita, questo fino a quando la visione di Olimpia appesa ad una croce non le compare alla mente. Le due guerriere vengono interrotte da un rumore. Olimpia va a dare un'occhiata, ma sembra non tornare più, così Xena la cerca e trova un buco nella terra che pare molto profondo. Convinta che Olimpia vi sia caduta dentro, vi si getta a sua volta. Le due si svegliano in luogo misterioso, incantevole, fiorito e colorato che ricorda ad entrambe Illusia, se non fosse per la mancanza di musica. Inoltre, il taglio sulla gamba di Xena sembra perfettamente risanato. La principessa guerriera e Olimpia fanno la conoscenza di un uomo anziano, che dice di essere il servitore di Adin, il padrone e guida spirituale del luogo. Le due guerriere si recano quindi nel suo palazzo e lo incontrano: Adin le convince a trascorrere lì la notte, prima di fare ritorno nel mondo reale. Olimpia sembra apprezzare molto quel luogo così mistico e tranquillo. Dopo aver fatto un rilassante bagno insieme a Xena, Olimpia prende lezioni di respirazione e meditazione da Adin mentre Xena pratica tai-chi in giardino. A Xena e Olimpia accadono cose strane: la prima viene colta da un attacco di violenza, ed attacca delle statue raffiguranti degli esseri umani in strane posizioni, mentre Olimpia ricorda Speranza, cadendo nello sconforto. Così, Adin le consiglia di allenarsi ancora con lui. Olimpia però non riesce a togliersi dalla mente il passato e la terribile faccenda di Speranza, e le lacrime cominciano a bagnarle le gote.
Durante la notte, Xena e Olimpia parlano tra loro: la bionda vuole fermarsi ancora, tutta quell'atmosfera la incanta. Xena, seppur non convinta, acconsente, e nota la ferita sulla sua gamba, apparire e sparire, come per incanto. Il giorno successivo, Olimpia parla con Adin di Xena, confidandogli la propria preoccupazione riguardo al lato oscuro di Xena, che nel frattempo inizia ad avere delle allucinazioni che la preoccupano non poco: immagina di fare male ad Olimpia e di provare piacere in ciò. Spaventata da questi pensieri e dal proprio istinto malvagio che sente venire a galla, Xena va a parlare con Adin, che le spiega che l'atmosfera del luogo sta forzando e lasciando emergere il lato malvagio di Xena, e le consiglia di andare via prima di fare del male sul serio all'amica. A Xena torna ancora in mente l'immagine di Olimpia appesa ad una croce. Così la guerriera scrive una lettera di congedo all'amica, mentre il suo naso inizia a sanguinare. L'avvenimento si ripete durante la notte, quando Xena va a salutare Olimpia, mentre questa dorme. Ma tutta la situazione sembra convincere poco la principessa guerriera che, andandosene, si sofferma ad osservare le strane statue blu nel giardino. Con i suoi soliti metodi persuasivi, convince il servitore a raccontarle cosa succede lì, in quel luogo misterioso. Egli le rivela che Adin è una persona malvagia che si nutre della bontà delle persone e che, una volta assorbitala tutta, le vittime si trasformano in quelle statue blu. Xena deve perciò fermare Adin e salvare Olimpia. Ma per poterlo fare deve eliminare ogni rimasuglio di bontà dal suo cuore, e ci riesce. Di Xena non resta che il lato oscuro quando attacca Adin, intento a manipolare Olimpia, già caduta in trance durante una loro seduta. La lotta tra Xena e Adin è dura, e la principessa guerriera sembra aver perso ogni umanità, essendo sul punto di ferire anche l'innocente servitore. Olimpia esce dallo stato di trance e riesce a fermare Xena, che però uccide Adin. Il mondo d'illusione scompare e il servitore, in procinto di tornare da sua moglie e dai suoi figli, si congeda dalle guerriere, che proseguono il loro cammino verso l'India.
- Nota: 81º episodio della serie, trilogia di Xena esclusa.

## Xena contro Devi, la dea indù
- Titolo originale: Devi
- Diretto da: Garth Marxwell
- Scritto da: Chris Manheim

### Trama
Xena e Olimpia raggiungono un villaggio nel cuore dell'India discorrendo sullo yoga e sulle tradizioni indù. A un tratto un uomo di nome Belur (un illusionista) attira l'attenzione della folla presentando il suo numero: una prova molto pericolosa che consiste nell'inviare la sua assistente nella terra degli spiriti tramite una corda.
La donna sparisce in una nuvola di fumo e una volta richiamata da Belur ricompare dal cielo. Tuttavia qualcosa va storto in questo gioco di prestigio poiché la donna ricompare a pezzi.
L'uomo mette i resti della compagna in una cesta e quando la riapre la ragazza esce nuovamente in vita. Tutto sembra far parte di un'illusione dunque, ma in realtà qualcosa non funziona veramente: la ragazza è posseduta da un demone.
Xena interviene e combatte la ragazza indemoniata, prima la immobilizza con la sua frusta e poi la colpisce scaraventandola contro Belur, successivamente Olimpia si avvicina alla ragazza e dopo averla toccata la esorcizza dallo spirito demoniaco. Olimpia viene subito definita una Devi: una dea indù dai grandi poteri.
L'illusionista viene cacciato dalla gente e definito posseduto dal male, ma Xena lo fa fuggire prima che la gente lo assalga.
La principessa guerriera non sa spiegarsi ciò che è successo a Olimpia e lo definisce un caso strano che non dovrebbe avere seguiti ma la poetessa senza neppure accorgersi curò l'occhio di un cieco e successivamente libera lo stesso illusionista dal male. Olimpia non sa spiegarsi ciò che sta avvenendo, ma non può nemmeno impedire alla folla di venerarla: sempre più persone la circondano offrendole devozione e la cosa sembra quasi farle piacere.
Il sacerdote che prima voleva cacciare Belur si è tolto la vita, alcuni cani inferociti, come se fossero posseduti, tentano di aggredire Belur, ma fortunatamente Xena li mette in fuga. Olimpia non sembra più in sé, è come se si fosse lasciata sedurre dall'adorazione che le persone le rivolgono. Belur intanto si rifornisce di acqua che viene dal fiume Gange: rivela a Xena che l'acqua è in grado di distruggere ogni demone o essere maligno.
Xena sulla parete di un tempio, vede dipinta Tataka, a detta di Belur è un demone che affascina le persone con sembianze femminili tramite miracoli e prodigi, ma al solo scopo di rubare l'anima ai suoi devoti per offrirle al suo padrone, il dio Rāma. Xena chiaramente vede molti parallelismi con quello che sta accadendo a Olimpia, ora ha capito che è stata posseduta dalla malvagia Tataka.
L'uomo a cui Olimpia aveva guarito l'occhio aggredisce Belur, come se fosse manovrato da una forza maligna, ma Xena lo affronta proteggendolo, poi Belur lo bagna con l'acqua del Gange che lo uccide. Xena ora ha la certezza che Olimpia non è una Devi, ma è solo posseduta da Tataka, in realtà è Belur il Devi, infatti la ragazza che lo aveva aiutato con il gioco di illusionismo era stata posseduta da Tataka, ma quando Xena l'eveva scaraventata contro Belur quest'ultimo senza volerlo, entrando in contatto con lei, era riuscito a esorcizzarla, non era stata Olimpia come tutti erroneamente avevano creduto. In realtà quando Belur ha involontariamente liberato la ragazza da Tataka il demone, subito dopo, ha preso possesso di Olimpia.
Tataka, nel corpo di Olimpia, combatte contro Xena mettendola in difficoltà, tuttavia Xena riesce a sopraffarla, decide di uccidere l'amica con la propria spada non ritenendo che ci sia altra scelta, ma Belur la esorta a non farlo, vuole provare a esorcizzare il corpo di Olimpia, e infatti ci riesce e scaccia via Tataka, adesso Olimpia è salva.
Belur decide di intraprendere un viaggio e dunque si separa da Olimpia e Xena che intanto riprendono il loro cammino, adesso Belur ha scoperto di avere questi incredibili poteri, ma deve capire come usarli. Olimpia gli suggerisce di metterli a disposizione delle persone buone e giuste, infine Xena abbraccia Belur ringraziandolo con affetto per l'aiuto che le ha dato.
- Guest star: Timothy Omundson (Belur).
- Nota: 82º episodio della serie, trilogia di Xena esclusa.

## Xena e il suo karma
- Titolo originale: Between the Lines
- Diretto da: Rick Jacobson
- Scritto da: Steven L. Sears

### Trama
Il viaggio di Xena e Olimpia alla scoperta dell'India continua. La poetessa sembra essere molto affascinata da questa cultura e per immergersi maggiormente nelle tradizioni del posto domanda alla principessa guerriera di seguire il suo esempio e di indossare vesti del luogo.
Xena non sembra essere molto convinta, ma accetta la richiesta della compagna di viaggio.
Ad un tratto nella piazza in cui le due stavano mercanteggiando il prezzo degli abiti di Xena, avviene un rito tradizionale e incuriosite si aggregano alla processione per scoprire di che si tratta. A breve comprendono che sta avendo luogo un rito funebre, ma vengono a conoscenza di una terribile legge del luogo: le consorti dei defunti dovranno accompagnare i mariti nel regno dei morti, pertanto verranno gettate vive tra le fiamme mentre il cadavere dello sposo viene cremato. Xena e Olimpia intervengono in favore della donna che sta per essere coinvolta nel rituale e la salvano facendola fuggire con loro. Tuttavia la fuga si dimostra piuttosto breve: le tre donne vengono circondate e per Xena sembra non ci sia via di scampo quando Naiyima, la donna che hanno tratto in salvo, con movimenti particolari emette fasci di luce che avvolgono il corpo della principessa guerriera. Uno in particolare colpisce la donna e la fa scomparire, ma Naiyima la rassicura dicendole che ciò che le sta accadendo non è nulla di malvagio: sta solo per intraprendere un viaggio che le farà attraversare le sue vite future e gli mostrerà il suo karma.
Xena si ritrova così in un altro tempo reincarnata nel corpo di una grande pacificatrice di nome Armighedda. Sul posto sta per avvenire uno scontro, ma Armighedda sta tentando di fermare i suoi nemici, cercando di trasmettere loro il suo messaggio di pace. Tuttavia la sua nemica altri non è che la reincarnazioni di Antinea, che una volta scoperto di aver di fronte a sé Xena farà di tutto per ucciderla e impossessarsi dei suoi poteri. La battaglia ha luogo e ad aiutare Armighedda arriva un valoroso guerriero indù di nome Shakti con i suoi uomini, ma il giovane viene ferito in battaglia e insieme al suo braccio destro fugge portando in salvo la pacificatrice.
Nel frattempo al presente Olimpia ha fatto in modo di bloccare l'entrata del luogo in cui si sono nascoste dalla folla che vuol far avvenire il rituale funebre. Naiyima mostra alla poetessa i suoi poteri che sembrano provenire dagli strani simboli che la donna ha tatuato in diverse parti del proprio corpo. Naiyima spiega ad Olimpia di aver mandato Xena nel futuro affinché si possa proteggere da un essere malvagio che minaccia il compimento del suo karma, impedendole di avere pace nelle sue vite future; purtroppo non ha avuto il tempo di spiegare alla principessa guerriera in che modo deve affrontare il suo nemico: Olimpia si offre di andare nel futuro ad aiutare la compagna, ma prima deve conoscere l'arma che occorrerà a Xena: deve imparare il Mendi.
Mentre Xena nel futuro cura la ferita di Shakty, Olimpia si rende conto che il Mendi è un passaggio verso l'illuminazione che non va compreso, ma solo accettato. Capisce dunque che per far scorrere i suoi poteri attraverso di lei deve lasciarsi guidare da esso. Pronta per intraprendere il suo viaggio la poetessa viene mandata da Naiyima nel futuro con l'obbiettivo di portare il nemico di Xena al presente per sconfiggerlo attraverso il Mendi.
Olimpia giunge nel futuro di Xena scoprendo che il suo karma l'ha fatta reincarnare nel corpo del valoroso guerriero Shakty. Di nuovo insieme Xena e Olimpia vanno in cerca di Antinea per fermarla, ma le due vengono sconfitte in battaglia e catturate.
Antinea decide di ucciderle pubblicamente in modo da sedare i rivoltosi togliendo loro ogni speranza uccidendo i loro eroi. Mentre la maga dà disposizioni per preparare la loro morte, Xena e Olimpia usano il Mendi tatuando sulla loro pelle i suoi simboli, e grazie ad alcune mosse particolari fanno riapparire quel vortice spazio temporale che le riporta al presente assieme ad Antinea. Ora è molto più difficile sconfiggere la maga in quanto ha riacquistato i suoi terribili poteri. Xena viene sconfitta mentre ad Olimpia Antinea fa vivere il momento della crocifissione che tanto a lungo Xena ha sognato facendosi ossessionare da esso. La situazione sembra dunque capitolare quando Naiyima risveglia le forze del Mendi che imprigionano Antinea e con la collaborazione di Olimpia, Xena riesce a sconfiggere la maga e a ucciderla. Dopo aver aiutato le amiche a sconfiggere il male, Naiyima cura le gravi ferite delle due eroine e poi scompare. Nello scontro Xena dovette tagliare i capelli di Olimpia con il chakram per liberarla dalla terribile presa di Antinea, così, prima di ripartire, la poetessa si taglia i capelli molto corti.
Volta al termine anche questa avventura le due riprendono il loro viaggio, interrogandosi sui misteri del Mendi.
- Nota: 83º episodio della serie, trilogia di Xena esclusa.

## Xena contro i demoni d'Indrajit
- Titolo originale: The Way
- Diretto da: John Fawcett
- Scritto da: R.J. Stewart

### Trama
Xena e Olimpia vengono attaccate da un gruppo di demoni mentre stanno camminando sulla riva di un fiume. Xena usa il "tocco" su uno dei demoni e scopre che sono stati mandati da Indrajit, il re dei demoni, per impedire che Xena e Olimpia raggiungano l'Avatar, una divinità in forma umana destinata a salvare il genere umano. Quella notte Xena cura le sue ferite e si chiede se la violenza sia la giusta via dato che ora è a conoscenza del suo destino come pacificatrice. Il giorno seguente, Xena e Olimpia continuano il loro viaggio e raggiungono una folla di gente povera e malata che sta godendo delle cure dell'Avatar. Le due sono stupite di scoprire che l'Avatar è Belur, il Devi che poco tempo prima salvò Olimpia dalla possessione di un demone. I tre si incamminano nel bosco e preparano un accampamento. Xena ha la sensazione che qualcuno li stia seguendo.
Improvvisamente Hanuman, un uomo-scimmia, arriva e offre il suo aiuto per proteggere Belur. L'essere sa che Indrajit sta arrivando e suggerisce di andare al Grande Tempio per chiedere l'aiuto di Krishna, la suprema incarnazione della divinità. Xena all'inizio è riluttante, ma poi si fida di Hanuman, considerando che ha aiutato altri Avatar in passato. Mentre si dirigono al tempio, Olimpia scopre da Belur che il rispetto per la vita è la verità assoluta e Xena parla ad Hanuman del suo dilemma riguardante la "via" da seguire. Hanuman spiega che c'è un'unica via per ogni persona e che ritrovarsi tra due vie è una brutta cosa. Sono appena arrivati al tempio quando Indrajit, volando su un tappeto magico, si fionda verso di loro. Prima afferra Belur, poi Olimpia e infine torna a Lanka, l'oscura terra dei demoni. Xena è pronta a seguirlo, ma Hanuman la convince a invocare l'aiuto di Krishna per liberare Olimpia e Belur. Entrata nel tempio, Xena inizia a pregare.
Poco dopo Krishna appare e riconosce la confusione di Xena sul cammino della sua vita. Le dice che per intraprendere la via di un santo nella sua vita futura, ora deve accettare la sua "via dei guerrieri". Krishna manda Xena e Hanuman a confrontare Indrajit e dice a Xena d'invocare il suo nome durante la battaglia per avere la forza di sconfiggere il re dei demoni. Xena e Hanuman entrano nel palazzo di Indrajit, dove lo trovano mentre punta un pugnale alla gola di Olimpia. Xena lancia il chakram e taglia la mano di Indrajit, liberando Olimpia. Improvvisamente a Indrajit crescono altre cinque braccia, ognuna con un'arma in mano, e attacca Xena. La guerriera combatte con tutto quello che ha, ma Indrajit le taglia entrambe le braccia con una falcetta. Mentre cade a terra, Xena invoca il nome di Krishna. Improvvisamente le sue braccia ricrescono, seguite da altre due. Xena inizia a smembrare Indrajit e, quando la battaglia finisce, le braccia supplementari scompaiono. Belur e Olimpia si salutano e Belur si mette in viaggio per tornare a casa. Olimpia, intanto, si reca sulla riva del fiume per osservare quelle acque che scorrono, che vanno avanti senza fermarsi...
Xena raggiunge la sua amica, la quale le confida che Belur le ha fatto scoprire sé stessa e le ha mostrato il cammino, "il cammino della pace", un cammino che non segue purtroppo quello che la principessa guerriera ha deciso di inseguire, ovvero "il cammino della guerra"; ciò nonostante le due amiche continuano il loro viaggio insieme e osservando il fiume Olimpia dice alla sua amica: «Tutti i fiumi portano al mare, e prima o poi anche noi finiremo nello stesso posto».
- Guest star: Timothy Omundson (Belur).
- Nota: 84º episodio della serie, trilogia di Xena esclusa.

## Xena e Olimpia messaggere di pace
- Titolo originale: The Play's the Thing
- Diretto da: Christopher Graves
- Scritto da: Ashley Gable & Thomas A. Swyden

### Trama
Xena e Olimpia stanno viaggiando verso Archon, ma Olimpia è arrabbiata per aver perduto la pergamena che narra le ultime gesta di Xena. La guerriera le dice di tornare al Pireo per trovare la pergamena e che si troveranno più tardi ad Archon. Quando Olimpia torna al Pireo, incontra Corilo e viene raggiunta da Zaira e Milo, che hanno la pergamena perduta. Zaira, che crede che il messaggio di pace di Olimpia sia d'ispirazione, si presenta come un produttore e convince Olimpia a basare una recita sui suoi scritti. Compiaciuta dell'idea, Olimpia manda un messaggio a Xena sui suoi nuovi impegni, e lei e Corilo si dirigono al teatro per iniziare la ricerca degli attori.
Nel frattempo Zaira e Milo raggiungono individualmente i signori della guerra Kaelus, Cleon e Therax e convincono tutti e tre a investire una grande somma di denaro nella recita di Olimpia. Sapendo che la recita sarà un fallimento nel giorno della prima, Zaira progetta di prendersi i soldi e lasciare il villaggio. Olimpia verrà incolpata per la perdita e dovrà badare ai signori della guerra arrabbiati. Al teatro, il cast sta diventando irrequieto. Sono annoiati dalla trama e tutti, incluso Corilo, cercano di far aggiungere a Olimpia più sangue e combattimenti. Olimpia non vuole compromettere la sua integrità artistica, ma diventa così arrabbiata dalle proposte del cast che va in cerca di consigli dal grande Sofocle, che ha la prima del suo spettacolo la stessa sera. Olimpia resta stupita quando entra nel teatro e vede il palco pieno di sesso e violenza. Si convince che se il grande Sofocle può produrre quel tipo di materiale anche lei può farlo. Olimpia torna immediatamente al suo teatro con una nuova idea in mente.
Più tardi, mentre Olimpia e gli attori cambiano piani, due dei signori della guerra entrano di nascosto nel teatro. Attratti dalla violenza, apprezzano quello che vedono. Zaira entra nel teatro, vede i guerrieri nascosti e si stupisce nel vedere la nuova versione violenta della recita. Rendendosi conto che la nuova versione della recita sarà un successo, Zaira convince Olimpia a tornare alla versione originale sulla pace. Più tardi quella notte, la recita di Olimpia si apre col tutto esaurito e la gente inizia ad andarsene quasi subito. Arrabbiati al pensiero di perdere i loro denari, i signori della guerra salgono sul palco. Improvvisamente, Xena esce dalle quinte e combatte coi guerrieri. Mentre Xena e Olimpia combattono contro i signori della guerra, Zaira e Milo cercano di uscire dal teatro. Olimpia grida al pubblico che la loro è una rappresentazione interattiva e che quindi possono fermare i due truffatori. Xena recupera il denaro dei signori della guerra e li convince a donare i fondi all'orfanotrofio locale.
- Nota: 85º episodio della serie, trilogia di Xena esclusa.

## Xena e l'alternativa di Critone
- Titolo originale: The Convert
- Diretto da: Andrew Merrifield
- Scritto da: Chris Manheim

### Trama
Un gruppo di banditi assassini stanno saccheggiando un tempio e stanno cercando di rapire le giovani vestali quando Xena, Olimpia e Corilo arrivano per combatterli. Xena prende il capo, Critone, mentre Corilo protegge la donna che il malvagio stava pestando a sangue. Olimpia è stupita di vedere che la donna è Nerissa, una fanatica religiosa che avevano pensato fosse stata imprigionata. Corilo, cercando di proteggere Olimpia e Nerissa, uccide inavvertitamente Critone. Xena è costernata nel vedere Nerissa e Corilo è scioccato di aver tolto una vita. Xena cura le ferite di Nerissa, ma è determinata a riportarla nella prigione da cui è fuggita. Nerissa sostiene che quando era in prigione ha incontrato Belur, un profeta indiano, ed ora è devota alla non-violenza e alla pace. Xena non le crede, ma Olimpia è comprensiva. Come nel loro primo incontro, Nerissa dice a Olimpia di lasciare il mondo violento di Xena e di unirsi a lei per fondare un ospizio per i poveri.
Nel frattempo, Corilo è distrutto dalla sua azione e non è felice di venire accolto come un eroe dai locali per aver ucciso Critone. Scoprendo che Critone ha un figlio, Armon, Corilo sente che deve dirgli quello che è successo. Arrivando alla scuola del ragazzo, Corilo si placa quando sente che Armon crede che suo padre sia un uomo audace e giusto. Sentendo della morte di suo padre, Armon giura vendetta e Xena lo lascia unirsi a loro. Corilo e Armon fanno amicizia, ma tutto finisce quando Nerissa parla ad Armon della malvagità di suo padre e del coinvolgimento di Corilo con la sua morte. Armon vuole uccidere Corilo, ma Xena interviene e gli chiede di risparmiare la vita del guerriero. Il ragazzo accetta riluttante, ma lascia il campo, mentre Xena gli ricorda che l'uomo che Corilo ha ucciso non era lo stesso che Armon pensava che fosse.
Olimpia continua a difendere la conversione di Nerissa quando Armon torna per avvertirli che gli uomini di Critone stanno arrivando per uccidere Corilo. Corilo è sollevato quando la sua colpa ha fine, nel momento in cui Armon gli dice di sapere che l'uomo che Corilo ha ucciso non era quello che lui conosceva. Il senso di colpa di Corilo diminuisce un po' e Xena combatte contro i malviventi. Quando Xena viene ferita, Nerissa non vuole lasciare che Olimpia vada ad aiutarla. Nerissa è arrabbiata che Olimpia sia ancora leale a Xena e le voci nella sua testa le dicono di distruggere la Principessa Guerriera. Dopo un'epica battaglia, Xena riesce a ferire Nerissa. Con il loro legame più forte che mai, Xena e Olimpia lasciano Nerissa, priva di sensi, in prigione con l'incertezza che un giorno i Lumin la richiameranno.
- Nota: 86º episodio della serie, trilogia di Xena esclusa.

## Xena contro la dea Discordia
- Titolo originale: Takes One to Know One
- Diretto da: Chris Graves
- Scritto da: Jeff Vlaming

### Trama
In una notte tempestosa, Xena entra nella taverna di sua madre Irene. Trovando la stanza sospettosamente quieta e oscura, Xena afferra qualcuno nascosto nell'ombra. La luce si accende, tutti urlano "sorpresa" e Xena si ritrova tra le mani Corilo. Xena scopre di essere arrivata a una festa a sorpresa per il compleanno di Olimpia. Tutti i suoi amici sono li: la madre di Xena, sua sorella Leuca, Corilo, Minya, e Autolico. Nella taverna c'è anche Racifo, una donna misteriosa dallo sguardo malvagio. Quando Xena li informa che Olimpia arriverà il giorno seguente, tutti vanno a dormire. Durante la notte, Xena viene svegliata da un tuono e vede qualcuno che cammina nel cortile. Sospettosa, Xena entra nella stanza di Racifo e la trova morta con un pugnale nello stomaco. Discordia (Meighan Desmond), la nuova dea della punizione, arriva. Discordia dice a Xena che deve scoprire chi dei suoi amici è un assassino e consegnarglielo, oppure la dea prenderà qualcuno a caso. Riunendo tutti i sospettati, Xena esamina il corpo più da vicino. Scoprono che Racifo era una cacciatrice di taglie in cerca di Xena. Tutto questo viene confermato quando Olimpia arriva con alcune novità.
Xena sospetta che Irene l'abbia uccisa per proteggere sua figlia, mentre Corilo pensa che sia Minya, dato che Racifo è anche conosciuta per tagliare i tendini ai cavalli delle persone che sta cacciando. Anche Autolico incolpa Irene per il crimine, ma i diamanti di Racifo vengono trovati in possesso del re dei ladri e i sospetti cadono su di lui. Corilo viene considerato sospetto quando si scopre che Racifo stava cacciando anche suo fratello, Ceneo, ma Leuca non può testimoniare i suoi spostamenti. In poco tempo, tutti eccetto Xena ammettono di aver visto Racifo poco prima della sua morte. In più, Discordia diventa impaziente e accorcia il termine a poche ore. Infine dichiara che se l'assassino non verrà trovato, ucciderà tutti. Quando il tempo scade, Discordia e i suoi uomini arrivano per prendere tutti, ma Xena e i suoi amici li sconfiggono. Nella zuffa, Xena nota il modo con cui un candeliere sta dondolando e dice a Discordia di sapere chi è l'assassino. Xena spiega che Racifo stava cercando di ferire il suo cavallo, Argo, ma la cavalla le ha tirato un calcio facendola tornare nella sua camera e creando degli eventi a catena che le hanno fatto finire il pugnale nello stomaco. Dato che non può vendicarsi di un animale, Discordia se ne va arrabbiata. Risolto il mistero, tutti si scusano per essersi sospettati l'un l'altro e Olimpia riceve finalmente la sua festa di compleanno.
- Nota: 87º episodio della serie, trilogia di Xena esclusa.

## Xena e la sconfitta di Pompeo
- Titolo originale: Endgame
- Diretto da: Garth Marxwell
- Scritto da: Steven L. Sears

### Trama
Un gruppo di amazzoni guidate da Anfitea sta avanzando cautamente verso alcuni soldati romani. Sebbene Andromeda, una giovane combattente di un'altra tribù, sia ansiosa di combattere, Anfitea preferisce rimanere nascosta. Quando la regina amazzone ordina di attaccare il gruppo incontra una resistenza formidabile. Questo manipolo di soldati è guidato da Bruto, il brillante leader e soldato più fidato di Cesare. Mentre salva Andromeda, Anfitea viene uccisa per mano dell'eroe romano. Ora che Anfitea è morta, Olimpia torna a essere la regina amazzone. Lei e Xena tornano al villaggio amazzone, dove scoprono da Pentesilea che i romani le hanno attaccate e hanno catturato la maggior parte della tribù. Xena si rende conto che è Pompeo, il nemico di Cesare, ad aver rapito le donne per venderle come schiave e il gruppo di Bruto lo sta seguendo. Il combattimento tra Bruto e le amazzoni è stato uno sfortunato incidente. Xena cattura Bruto, scoprendo che lui sa dove è diretto Pompeo. Andromeda e la maggior parte delle amazzoni vogliono uccidere Bruto, ma Olimpia resiste. La sua nuova scoperta della non-violenza non le permetterà di uccidere Bruto. Nel frattempo, Xena scopre qual è il luogo in cui è diretto Pompeo e progetta un'imboscata. La principessa guerriera trova le amazzoni mentre vengono scortate da un gruppo di romani, ma i suoi piani sembrano andare all'aria quando Andromeda viene catturata, e Xena e il suo gruppo sono obbligate ad arrendersi. Fortunatamente Xena era arrivata in quel luogo prima degli uomini di Pompeo e aveva nascosto delle armi sotto un mucchio di foglie. Xena e le amazzoni fuggono e prendono un gruppo di soldati romani come prigionieri. Sentendo la notizia della sconfitta della sua truppa, Pompeo ordina ai suoi uomini di tornare al villaggio amazzone. Olimpia va da Bruto ed è sorpresa di scoprire che lui è un uomo buono e premuroso. Sfortunatamente lui crede che Cesare sia un uomo giusto e onorevole come lui. Olimpia, tuttavia, offre a Bruto un trattato di pace tra le amazzoni e Roma. Bruto lo accetta con piacere prima dell'approvazione finale di Cesare. La sua natura onorevole è più evidente quando Bruto offre di lasciare che Xena lo porti da Pompeo per impedire il suo attacco imminente al villaggio. Quando i rinforzi leali a Cesare arrivano, Xena libera Bruto unendolo a loro, sapendo che dirigerà le forze di Pompeo per lei. Xena e Olimpia guidano le amazzoni in una grande battaglia, mentre le truppe di Bruto fermano quelle di Pompeo con l'artiglieria. Traendo vantaggio dal caos, Xena va al campo di Pompeo e combatte con lui e lo sconfigge. Si appresta a ucciderlo ma lui la convince a risparmiarlo perché se morisse il potere di Roma sarebbe unicamente nelle mani di Cesare. Xena gli volta le spalle e dunque Pompeo sfodera un pugnale apprestandosi a uccidere Xena che però, girandosi verso di lui, uccide Pompeo con un colpo di spada. Tornando a Roma con la testa di Pompeo, Bruto è stupito di vedere Cesare che brucia il trattato di pace con le amazzoni. Mentre Bruto riconsidera la sua lealtà al capo, Olimpia passa la corona a Pentesilea, la quale sostiene di non essere una regina saggia quanto Olimpia, ma quest'ultima la riprende subito, dicendole: «Pensa a quello che Anfitea avrebbe scelto di fare». Così Olimpia e Xena proseguono il loro viaggio, ma accompagnate, stavolta, dalla giovane Andromeda che, inesperta del mondo che la circonda, vuole percorrere il suo cammino al fianco della principessa guerriera e della sua amica.
- Altri interpreti: Karl Urban (Cesare), Jeremy Callaghan (Pompeo), Darren Young (Bruto).
- Nota: 88º episodio della serie, trilogia di Xena esclusa.

## Xena e le Idi di marzo
- Titolo originale: The Ides of March
- Diretto da: Ken Girotti
- Scritto da: R.J. Stewart

### Trama
Callisto è segregata in un limbo infernale di follia e tormento. Marte è disposto a darle la possibilità di vendicarsi di Xena, dopo che Callisto apprende che la sua nemica, forte delle sue imprese eroiche, una volta che sarà morta non andrà nei Campi Elisi, bensì passerà a un piano persino superiore. Per Callisto ciò è inaccettabile, dopo che Xena le ha ucciso la famiglia, quindi accetta e dunque deve aiutare Cesare e fermare Xena. Ma, per ucciderla, non potrà ferirla fisicamente se prima lo spirito della principessa guerriera non sarà corrotto e disgiunto dalla "strada del guerriero". Cesare, dormiente nel suo letto, sogna Xena che si concede a lui con passione ma, svegliatosi di soprassalto, si ritrova davanti Callisto, che gli promette aiuto. Xena, Olimpia e Andromeda si stanno dirigendo ad Atene per incontrare Belur. Mentre Xena ed Andromeda dialogano tra loro, una freccia sta per colpire la principessa guerriera, che però, con la sua solita prontezza di riflessi, riesce a fermarla. Da qui scoppia una rissa, nella quale Andromeda finisce seriamente in pericolo, salvata in extremis da Olimpia, con uno stratagemma intelligente, senza usare la violenza. Xena, praticando il tocco alla gola su uno di quelli che le hanno attaccate, riesce a scoprire che Cesare ha messo una taglia di sei milioni di denari sulla sua testa. Stufa delle prepotenze dell'uomo, decide di cercarlo al fine di ucciderlo una volta per tutte. Xena, ricordando la visione di Olimpia appesa ad una croce morente, decide di perseguire il proprio piano da sola, e perciò si congeda dall'amica e da Andromeda. Mentre Callisto comunica a Cesare che presto Xena sarà da lui, Olimpia ed Andromeda trovano Belur, impegnato ad usare le proprie doti magiche di guaritore per curare delle persone. Olimpia, rimasta molto affascinata da questa visione, chiede al santone di insegnarle ad agire come lui. Ma non è così semplice: come Belur le spiega, la chiave per poter agire in quel modo non naturale è essere pieni d'amore. Tutto sembra tranquillo, quando Andromeda ode dei rumori provenienti dalla boscaglia e, in men che non si dica, il gruppo viene circondato da dei soldati romani capeggiati da Bruto, che, nonostante porga le proprie scuse per il suo comportamento ad Olimpia, non può fare a meno di catturare il gruppo di persone in quanto ostaggi necessari a Cesare, come pedina vincente contro Xena. La guerriera, alla reggia di Cesare, vestita da legionario romano, s'infiltra a palazzo e, tramortendo altri legionari, spia l'uomo, seduto al tavolo. Cerca di colpirlo col cerchio rotante, ma Callisto ferma l'arma, mentre dei legionari accorrono e Xena deve battersi contro di loro. Fuggita dalla finestra, la guerriera si ritrova davanti Callisto, in tutta la sua follia. Le due discorrono del fatto che Cesare ha intenzione di proclamarsi imperatore di Roma entro breve, e la guerriera dai capelli biondi dice a Xena che Olimpia è stata catturata da Bruto e i suoi uomini. Olimpia e gli altri prigionieri, rinchiusi nelle celle, sentono che sono in fase di preparazione delle croci. Andromeda cerca di liberarsi, ma viene fermata da un legionario. Bruto vuole impedire che Olimpia venga uccisa. Intanto Xena cavalca veloce, cercando di arrivare in tempo alla prigione dove sono rinchiusi Olimpia e gli altri. Bruto, allontanatosi dalle celle, incontra Xena, la quale, in cambio di informazioni sulla sua amica, rivela all'uomo che Cesare ha intenzione di proclamarsi imperatore e di farlo uccidere. L'uomo allora rivela a Xena dove si trovano gli ostaggi, ossia sul monte Guadalano. Alla principessa guerriera torna in mente la visione di sé stessa ed Olimpia appese a delle croci mentre la neve cade su di loro. Spaventata, la guerriera chiede a Bruto se sul monte sta nevicando, e la risposta è affermativa. Nelle prigioni, all'arrivo di Xena, Belur e Olimpia stanno meditando, ma prima di poter fare qualsiasi cosa, la guerriera viene fermata da Callisto, che tenta di corromperla, offrendole, in cambio della vita di Olimpia, pace e serenità. Xena però sembra irremovibile e declina l'offerta, rispondendo, solenne, che la sua "via" l'ha già trovata, lasciandosi alle spalle le proprie colpe. Callisto, momentaneamente sconfitta, è furiosa. Intanto Cesare parla con Bruto e gli rivela proprio quello che Xena gli aveva già anticipato in precedenza, ma a cui lui non aveva voluto credere. La delusione e la rabbia s'impadroniscono di lui. Callisto tenta di nuovo di parlare con Xena ma, venendo pressoché ignorata, lancia l'urlo di battaglia della principessa guerriera, avvertendo i legionari della sua presenza; Xena però fa in tempo ad arrivare alle prigioni e a liberare tutti. Lei e Andromeda si battono con ardore contro i legionari romani, mentre Olimpia e Belur fanno fuggire tutti gli altri adepti del santone che erano stati catturati con loro. La battaglia sembra volgere al meglio per Xena, quando Callisto, rimasta fino ad allora in disparte a osservare dall'alto, trovato il cerchio rotante di Xena glielo lancia contro, colpendola fortissimo alla base della schiena, sulla spina dorsale. Il colpo è così duro che il cerchio si spezza a metà, e la principessa guerriera cade a terra di colpo. Un legionario sta per attaccare Xena, ma Olimpia, che ha assistito alla scena, afferra una spada e si lancia contro di lui. La ragazza combatte con tutta sé stessa in questo scontro all'ultimo sangue contro molti legionari, uccidendoli quasi senza pietà, per salvare la sua Xena, che, però, le urla di smetterla e di scappare, pensando che così Olimpia stia andando contro sé stessa. Pugnalato un altro legionario, la ragazza vede le proprie mani e l'arma coperti di sangue, e l'angoscia s'impadronisce di lei, impedendole di continuare a battersi. Così i legionari le catturano entrambe, richiudendole nelle prigioni. Qua, Xena è distesa a terra, con la testa appoggiata sul grembo di Olimpia. Rammaricata poiché pensa che l'amica, combattendo in quel modo, abbia "perso la propria via", viene rassicurata dalla stessa Olimpia, che le sussurra che quella che ha fatto è stata una scelta per proteggere la cosa che più amava al mondo. La commozione è forte in entrambe, e Olimpia ringrazia Xena per averla salvata, tanto tempo fa, dal nulla che era, lei e la sua vita. Xena e Olimpia vengono portate fuori e appese alle croci, sotto gli occhi assatanati di una Callisto vittoriosa. In quegli stessi istanti, Cesare annuncia di proclamarsi imperatore. Sulle croci, Xena dice a Olimpia che lei è stata la cosa migliore della sua vita, e lei le risponde che le vuole bene. Cesare viene ucciso nella congiura organizzatagli da Bruto e dagli altri pretoriani. Xena e Olimpia, dopo essersi fissate negli occhi (sorridendosi) nei loro ultimi attimi di vita, muoiono crocifisse... Lo spirito di Xena si eleva dal suo corpo e, accarezzando il volto dell'amica, fa migrare anche il suo spirito. Nonostante siano morte, le due donne sono ancora insieme.
- Altri interpreti: Timothy Omundson (Belur), Jennifer Sky (Andromeda), Karl Urban (Cesare), Jeremy Callaghan (Pompeo), Darren Young (Bruto), Hudson Leick (Callisto), Renée O'Connor (Speranza, brevissima comparsa all'inizio dell'episodio).
- Nota: 89º episodio della serie, trilogia di Xena esclusa.

## Xena rivive nel 2000
- Titolo originale: Deja Vu all Over Again
- Diretto da: Renée O'Connor
- Scritto da: R.J. Stewart

### Trama
Nel presente Annie, una giovane donna, si sveglia dopo aver avuto uno strano sogno in cui combatteva contro Callisto. Sveglia immediatamente Harry, il suo compagno, per dirgli che è convinta di essere stata Xena, la Principessa Guerriera, in una vita precedente. Harry crede che quei sogni siano stati provocati da un'indigestione e che sua moglie sia ossessionata da quella serie televisiva. Annie è convinta delle sue ammissioni e non solo crede di essere Xena, ma pensa anche di essere la vigilante Xena - una donna che sta proteggendo membri della loro comunità - di cui parlano alla televisione. Preoccupato, Harry accompagna Annie dal Dr. Mattie Merrill, un'esperta in vite precedenti. Harry non crede in questa pratica new age ed è allarmato vedendo la sala d'aspetto piena di gente vestita da famosi personaggi storici. Mattie ipnotizza Annie che, poco dopo, si risveglia piena d'orrore. Lei si rende conto che nella sua vita passata non era Xena; era Corilo! Sentendo l'urlo di Annie, Harry entra nella stanza anche se Marco, il ricezionista, non vuole che entri. Harry cerca di consolare Annie, che è turbata dopo aver scoperto di essere stata l'aiutante imbranato della sua eroina. Annie si rende conto anche che lo spirito di Mattie era assieme a lei nel passato. Mattie accetta di ipnotizzarsi e scopre che il suo "trattamento" funziona realmente. Ammette che la sua pratica era stata ideata da lei e da Marco per truffare la gente.
Harry rimane scettico e si fa ipnotizzare per provare che questo è tutto un imbroglio. L'uomo è sorpreso di scoprire che le visioni sembrano reali, ma non vuole continuare la trance. Mentre sta per lasciare l'ufficio, Marco entra con una pistola e una bomba a orologeria. Dopo aver legato Harry, Annie e Mattie, aziona il timer della bomba e se ne va. Rendendosi conto che Xena è fuggita da simili situazioni, Harry chiede a Mattie di ipnotizzarlo nuovamente. Ancora più confusa, Annie è convinta di essere in realtà Xena e cerca senza successo di fuggire. Dopo l'ultima regressione, Harry si rende conto di essere la reincarnazione di Xena e che era lui il vigilante. Dopo che Harry libera tutti e disinnesca la bomba, Marco entra nella stanza e si congratula con loro. Ridendo si trasforma in Marte, il dio della guerra. Quando viene affrontato da Harry, Marte spiega che ha la possibilità di governare il mondo nel nuovo millennio. Vuole che Xena si unisca a lui senza guardare il corpo in cui lei si trova. Con la memoria della sua vita precedente ristorata, Harry si rifiuta e inizia a combattere. Fortunatamente, dato che ora non ci sono più seguaci delle divinità greche, Marte ha dei poteri molto limitati. Con l'aiuto di Annie, Harry sconfigge provvisoriamente il debole dio, che promette una rivincita e fugge. Rendendosi conto che Mattie deve essere Olimpia e quindi l'anima gemella di Harry, Annie decide di lasciarli soli per poter rinnovare la loro relazione. Mentre Harry e Mattie si baciano teneramente, Annie si consola con un inno al suo coraggio proprio come il suo antenato Corilo.
- Nota: 90º episodio della serie, trilogia di Xena esclusa.